# Historia de la geología

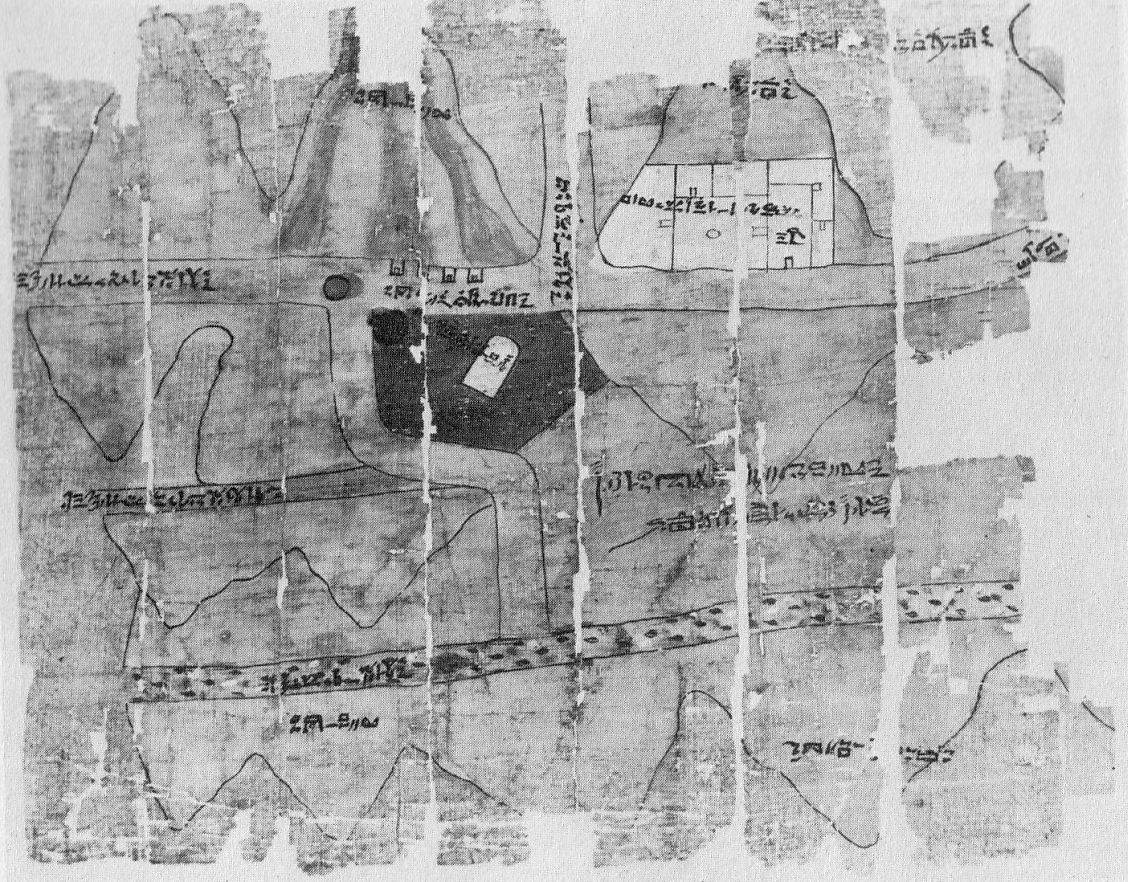
El papiro de Turín muestra un boceto de la ubicación de un distrito minero egipcio, alrededor del año 1160 a. C., con la leyenda: «Las montañas donde se lava el oro. Son de este color rojo». El papiro se considera el mapa geológico más antiguo que se conserva en el mundo.

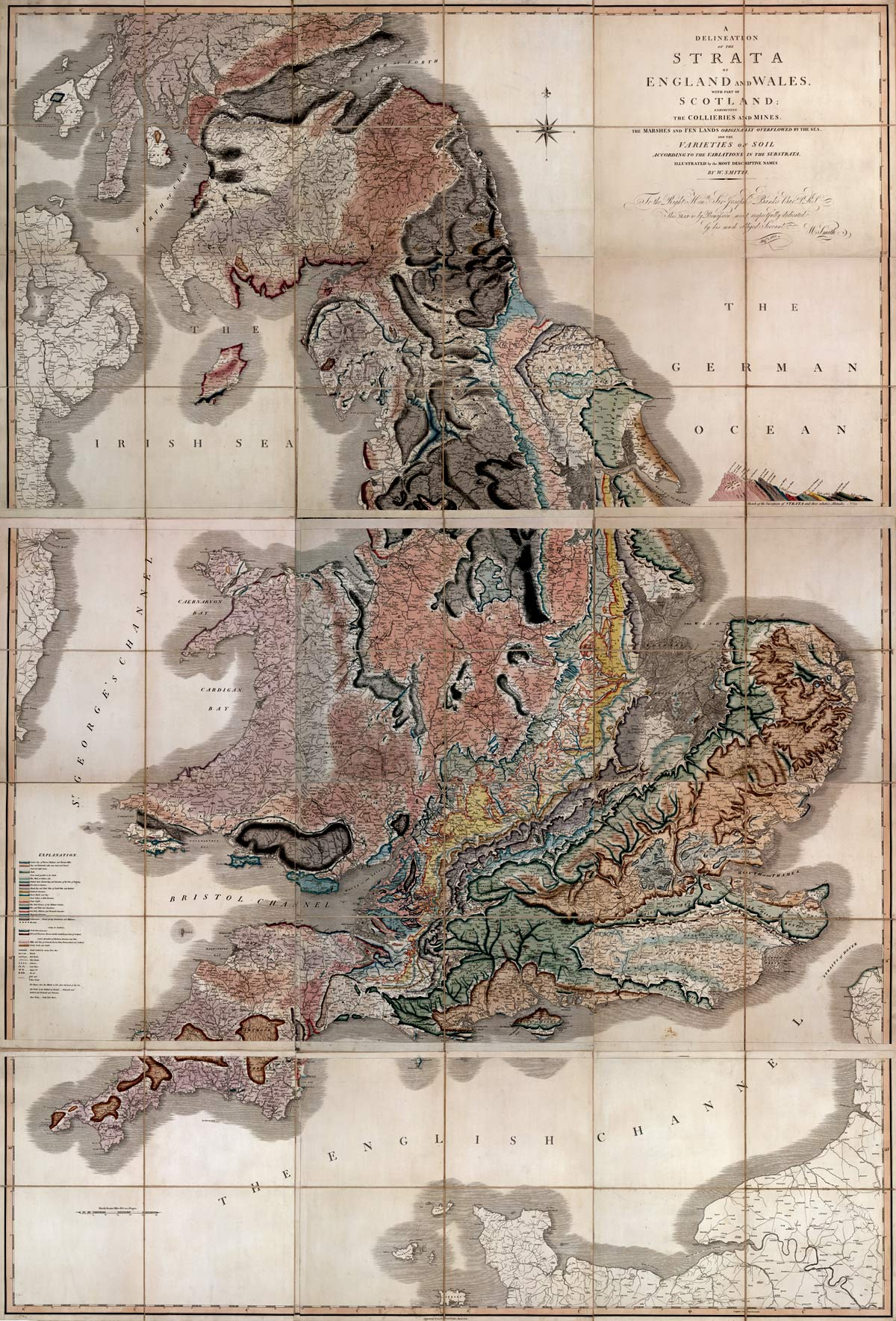
Mapa geológico de Gran Bretaña de William Smith, publicado en 1815.

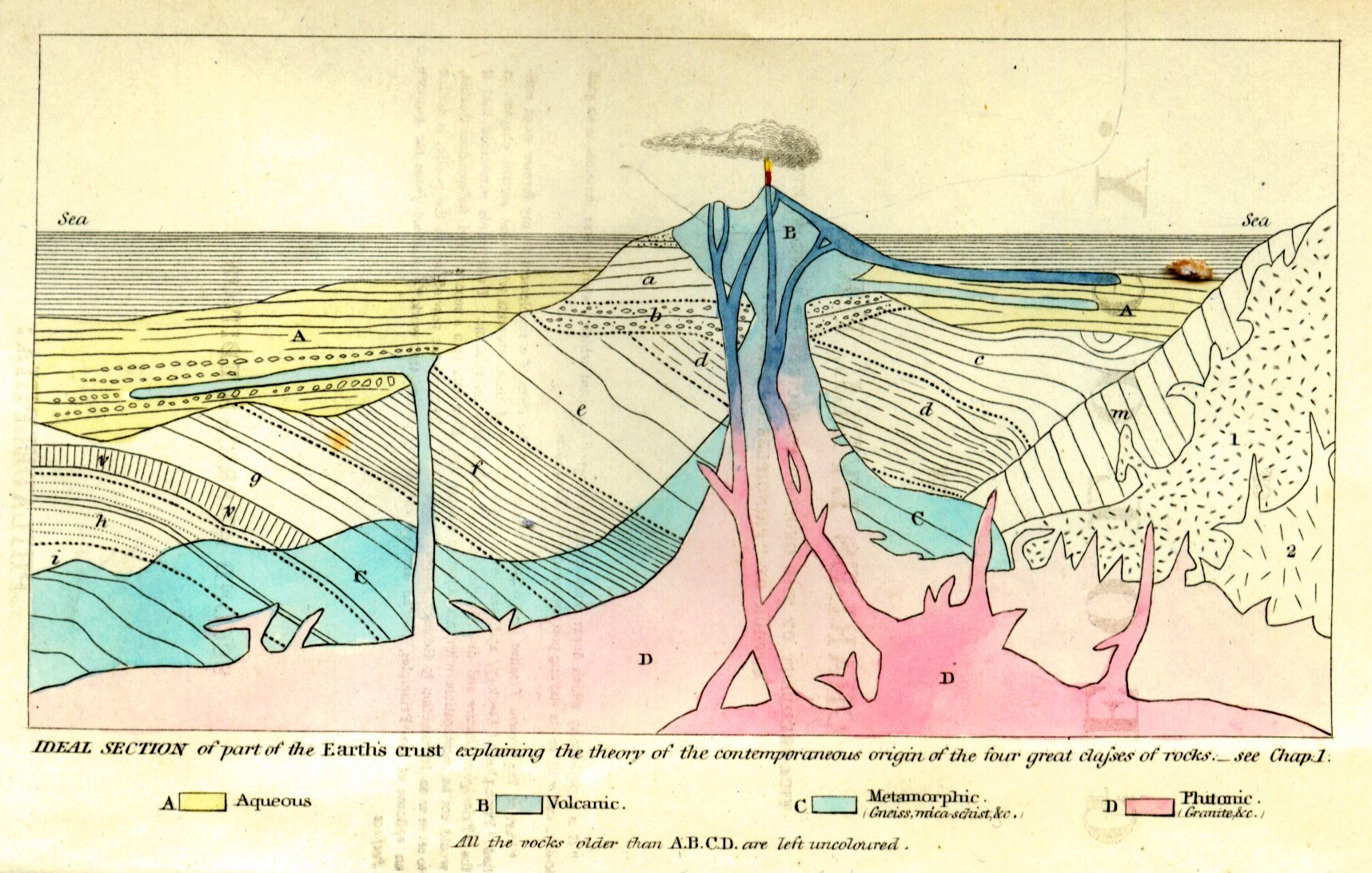
Frontispicio de Principios de geología de Charles Lyell, 1830.

Animación que ilustra la teoría de deriva continental de Alfred Wegener

La  historia de la geología estudia el desarrollo a lo largo de la historia de la geología como ciencia —que hoy se ocupa de la composición, estructura, historia y evolución de las capas internas y externas de la Tierra y de los procesos que la conforman—. La geología, como ciencia de la Tierra, comparte tronco común con muchas disciplinas que se han desgajado de ella, o compartido campo, como la paleontología, la vulcanología, la sismología o la geomorfología y por ello, parte de su historia es común con esas y algunas ramas más de la ciencia.
Algunos de los fenómenos geológicos más visibles —terremotos, volcanes y erosión— así como algunos temas de su estudio —rocas, minerales, menas y metales, piedras preciosas, fósiles— han interesado a la humanidad desde siempre. El primer vestigio de tal interés es una pintura mural que muestra una erupción volcánica en el Neolítico en Çatal Hüyük (Turquía) que data del milenio VI a. C.. La antigüedad se preocupó poco de la geología, y cuando lo hizo sus escritos apenas tuvieron influencia directa sobre la fundación de la geología moderna. El estudio de la materia física de la Tierra se remonta a la antiguos griegos, que conocían la erosión y el transporte fluvial de sedimentos, y cuyos conocimientos compendia Teofrasto (372-287 a. C.) en la obra Peri lithon [Sobre las rocas]. En la época romana, Plinio el Viejo escribió en detalle sobre los muchos minerales y metales que se utilizaban en la práctica, y señaló correctamente el origen del ámbar.
Algunos estudiosos actuales, como Fielding H. Garrison, opinan que la geología moderna comenzó en el mundo islámico medieval, cuando la noción de capa aparece explícitamente durante el período árabe clásico y de forma más clara en China, aunque esas contribuciones tampoco influyeron en el nacimiento de la geología moderna. Abu al-Rayhan al-Biruni (973-1048) fue uno de los primeros geólogos musulmanes, cuyos trabajos comprenden los primeros escritos sobre la geología de la India, con la hipótesis de que el subcontinente indio fue una vez un mar. El erudito islámico Avicena (981-1037) propuso una explicación detallada de la formación de las montañas y el origen de los terremotos, además de otros temas centrales de la geología moderna, que proporcionan una base esencial para el posterior desarrollo de esta ciencia. En China, el erudito Shen Kuo (1031-1095) formuló una hipótesis para el proceso de formación de la Tierra, y basándose en su observación de las conchas de los animales fósiles que aparecían en un estrato geológico en una montaña a cientos de kilómetros del mar, logró inferir que la Tierra se habría formado por la erosión de las montañas y por la deposición de sedimentos.
La misma situación continuó en Europa durante la Edad Media y el Renacimiento, sin que surgiera ningún paradigma, y estando los estudiosos divididos sobre la importante cuestión del origen de los fósiles. Durante los primeros siglos de exploración europea se inició una etapa de conocimientos mucho más detallados de los continentes y océanos. Los exploradores españoles y portugueses acumularon, por ejemplo, un detallado conocimiento del campo magnético terrestre y en 1596, Abraham Ortelius vislumbró ya la hipótesis de la deriva continental, precursora de la teoría de la tectónica de placas, comparando los perfiles de las costas de Sudamérica y de África.
Richard de Bury (1287-1345), en un libro titulado Philobiblon o Filobiblión [El amor a los libros], utilizó por primera vez el término geología, o ciencia terrenal. Sin embargo, no parece que el término fuese usado para definir una ciencia cuyo objeto de estudio fuese la Tierra, sino más bien el término ciencia terrenal aparece por oposición al término de teología u otros términos con connotaciones espirituales. El naturalista italiano Ulisse Aldrovandi (1522-1605) usó por primera vez la palabra geología con un sentido próximo al que tiene hoy, en un manuscrito encontrado después de su muerte. Consideró la geología como la ciencia que se ocupaba del estudio de los fósiles, pero hay que tener en cuenta que el término fósil incluía también en esa época los minerales y las rocas. Posteriormente, en 1657 apareció un trabajo de Mickel Pederson Eschilt, escrito en danés, y titulado Geologia Norwegica, en el que estudiaba un terremoto que afectó a la parte meridional de Noruega. En 1661, Robert Lovell (1630-1690), escribió Universal History of Minerals [Historia Universal de los Minerales], una de cuyas partes denominó con el nombre latinizado de Geología. Después esta palabra fue usada por Fabrizio Sessa en 1687, en su trabajo titulado Geologia -nella quale se spiega che la Terre e non le Stelle influisca né suaoi corpi terrestre, afirmando que «la geología es verdaderamente la que habla de la Tierra y de sus influencias». Erasmus Warren, en 1690, publicó un libro titulado Geologia or a Discourse concerning the Earth before the Deluge [Geología, o un discurso concerniente a la Tierra antes del diluvio]; no obstante, el término «Geología» aparece solamente en el título de la obra, no encontrándose después en el texto. La palabra Geología fue establecida definitivamente como un término de uso general en 1778 por Jean-André Deluc (1727-1817) y en 1779 por Horace-Bénédict de Saussure (1740-1799).
El nacimiento de la geología occidental moderna es difícil de fechar: Descartes, fue el primero en publicar una «teoría de la Tierra» en 1644; Nicolás Steno (1638-1686) publicó en 1669 un libro de 76 páginas que describía los principios fundamentales de la estratigrafía, el principio de la superposición de estratos, el principio de la horizontalidad original, y el principio de la continuidad lateral; en 1721, Henri Gautier, inspector de carreteras y puentes, publicó Nouvelles conjectures sur le globe de la terre, où l'on fait voir de quelle manière la terre se détruit journellement, pour pouvoir changer à l'avenir de figure... [Nuevas conjeturas sobre el globo de la tierra, donde se hace ver de que manera la tierra se destruye diariamente, para poder cambiar en el futuro de figura ...].
James Hutton, a menudo visto como el primer geólogo moderno, presentó en 1785 un documento titulado Theory of the Earth, with Proofs and Illustrations para la Sociedad Real de Edimburgo. En su ponencia, explicaba su teoría de que la Tierra debía de ser mucho más antigua de lo que se suponía, con el fin de tener el tiempo suficiente para que las montañas pudieran haber sido erosionadas y para que los sedimentos lograsen formar nuevas rocas en el fondo del mar, y estos a su vez aflorasen a la superficie para poder convertirse en tierra seca. Hutton publicó una versión en dos volúmenes de sus ideas en 1795. Los seguidores de Hutton fueron conocidos como plutonistas porque creían que algunas rocas se formaron por vulcanismo, que es la deposición de lava de los volcanes, a diferencia de los neptunistas, que creían que todas las rocas se habían formado en el seno de un gran océano cuyo nivel habría disminuido gradualmente con el tiempo. William Smith (1769-1839) dibujó algunos de los primeros mapas geológicos y comenzó el proceso de ordenar cronológicamente los estratos rocosos mediante el estudio de los fósiles contenidos en ellos, fundando, junto con Georges Cuvier y Alexandre Brongniart, la bioestratigrafía en los años 1800.
Charles Lyell publicó su famoso libro Principios de geología en 1830. El libro, que influyó en el pensamiento de Charles Darwin, promovió con éxito la doctrina del uniformismo. Esta teoría afirma que los procesos geológicos que han ocurrido a lo largo de la historia de la Tierra, aún se están produciendo en la actualidad. Por el contrario, el catastrofismo es la teoría que indica que las características de la Tierra se formaron en diferentes eventos individuales, catastróficos, y que la tierra se mantuvo sin cambios a partir de entonces. Aunque Hutton creyó en el uniformismo, la idea no fue ampliamente aceptada en el momento. En la década de 1750, la geología aún no estaba fundada como una ciencia, pero en la década de 1830 sí estaba definitivamente establecida y tenía sus propias sociedades científicas y publicaciones científicas.
Gran parte de la geología del siglo XIX giró en torno a la cuestión de la edad exacta de la Tierra. Las estimaciones variaban enormemente de unos pocos cientos de miles, a miles de millones de años. En el siglo XX, la datación radiométrica permitió que la edad de la Tierra se estimase en aproximadamente 2 millones de años. La conciencia de esta enorme cantidad de tiempo abrió la puerta a nuevas teorías sobre los procesos que dieron forma al planeta. Hoy en día se sabe que la Tierra tiene aproximadamente 4500 millones de años.
Los avances más importantes en la geología del siglo XX han sido el desarrollo de la teoría de la tectónica de placas en la década de 1960, y el refinamiento de las estimaciones de la edad del planeta. La teoría de la tectónica de placas —que surgió a partir de dos observaciones geológicas por separado, la expansión del fondo oceánico y la deriva continental— revolucionó completamente las ciencias de la Tierra.

## Geología precientífica

### Grecorromanos
Varias teorías, en las que se mezclan las creencias religiosas y las observaciones, nacieron en esa época, en Grecia y luego en el Imperio romano y en la India y la China antiguas. La mineralogía y el vulcanismo no tenían para los antiguos ninguna relación. Entre los griegos, la geología no era una ciencia separada como la astronomía, sino que formaba parte de la geografía, lo que Karl Alfred von Zittel resume con un lacónico: «No hay una geología antigua». Pero hubo algunas intuiciones correctas, a veces correctamente respaldadas, o al menos racionalmente respaldadas.
Aristóteles introdujo la noción de ciclo, a propósito del flujo de los ríos, y consideraba que los continentes podían convertirse en mares y viceversa, y especialmente que la secuencia de pequeñas causas durante largos períodos podía producir grandes efectos. También hizo observaciones críticas sobre la lenta tasa de cambio geológico, uno de los primeros conceptos basados en la evidencia relacionados con el reino geológico. Observó la composición de la tierra y formuló una teoría en la que la Tierra cambiaba a un ritmo lento y que esos cambios no podían observarse durante la vida de una persona. Sin embargo, fue su sucesor en el Lyceum, el filósofo Teofrasto (371-287 a. C.), quien hizo el mayor progreso en la antigüedad con su obra De Lapidibus [Sobre las piedras]. Describió muchos minerales y menas tanto de minas locales como las de Laurium, cerca de Atenas, y más lejos. También discutió de forma bastante natural los tipos de mármol y materiales de construcción como las piedras calizas, e intentó una clasificación primitiva de las propiedades de los minerales por algunas de sus propiedades, como la dureza. Pero la interpretación errónea de Teofrasto de la presencia de los fósiles fue comúnmente aceptada hasta la revolución científica del siglo XVII. El trabajo de este antiguo erudito griego, traducido al latín y otros idiomas, sirvió de referencia durante casi dos mil años.
Estratón de Lámpsaco realizó un análisis de los fenómenos de erosión y de los transportes fluviales de los sedimentos en los estuarios. Más notable desde un punto de vista metodológico fue la existencia de verdaderos debates, que a una Tierra que habría existido desde toda la eternidad, oponían el argumento de la erosión: «si la Tierra no había tenido comienzo [...] todas las montañas habrían sido aplanadas al mismo nivel, todas las colinas habrían sido devueltas al mismo nivel que las llanuras». Zenón de Citio.
Estrabón 64 a. C.-19 d. C.) en su Geografía, Libro XII, cap. 2, 4, habló de la correspondencia de los «saliente y entrantes en perfecta oposición» en un cañón en cuyo fondo fluía un río, entendiendo por saliente y entrante las capas cortadas por el río pero sin incluir la propia noción de capa. En el mismo pasaje reconocía la existencia del transporte de limo por los ríos y el avance de las tierras a que pudieran dar lugar en sus estuarios. Estrabón también refutó la teoría de Eratóstenes que explicaba la presencia de fósiles a causa de que el Mediterráneo habría alcanzado un nivel más alto cuando el estrecho de Gibraltar hubiese estado cerrado en un pasado mítico. Estrabón aducía una causa presente y observable, los terremotos, para explicar la elevación del fondo oceánico que conducía a la presencia de fósiles en lugares altos. Esa introducción de una causa observable para explicar fenómenos anteriores fue una de las innovaciones griegas, pero esos mismos griegos, sin explicarlo, consideraron que tales causas podrían haber ocurrido de una manera más violenta en el pasado, y para ellos la observación de un terremoto que llevaba a la elevación de una isla validaba implícitamente la existencia de terremotos mucho más violentos que pudieran elevar áreas mucho más grandes. Este avance de los griegos era, por lo tanto, diferente del principio del actualismo descubierto en el siglo XVIII.
Mucho más tarde, en la época romana, Plinio el Viejo (23-79 d. C.) produjo una discusión muy extensa de muchos más minerales y metales que eran usados ampliamente para fines prácticos. Fue uno de los primeros en identificar correctamente el origen del ámbar como una resina fosilizada de los árboles mediante la observación de los insectos atrapados en algunas piezas. También sentó las bases de la cristalografía al reconocer el hábito octaédrico del diamante.
La geología antigua no fue inexistente, pero los errores fueron numerosos, en parte agregados por compiladores como Plinio el Viejo, autor de una obra de una calidad muy desigual, y en parte durante la Edad Media. Esos errores y el uso de los textos grecorromanos durante la Edad Media como un argumento de autoridad le dieron una reputación sulfurosa, y la geología moderna del siglo XVIII no es heredera directa de la geología antigua.

### Padres de la Iglesia
Los padres de la Iglesia se dedicaban sobre todo a la defensa de la fe cristiana; y si hablaban de geología, era en la perspectiva de corroborar la Biblia. Muchos de ellos (Tertuliano, Eusebio de Cesarea, entre otros) reconocían los fósiles de conchas y peces como restos de animales petrificados y concluían de ello la veracidad de la existencia de un Diluvio universal. Las pocas contribuciones de los grecorromanos se modificaron para que correspondieran con la Biblia, y toda idea de un tiempo geológico largo fue abandonada ya en Isidoro de Sevilla, aunque la aplicación de la creación del mundo en seis días a la geología no se volvió influyente hasta el siglo XVII.

### China

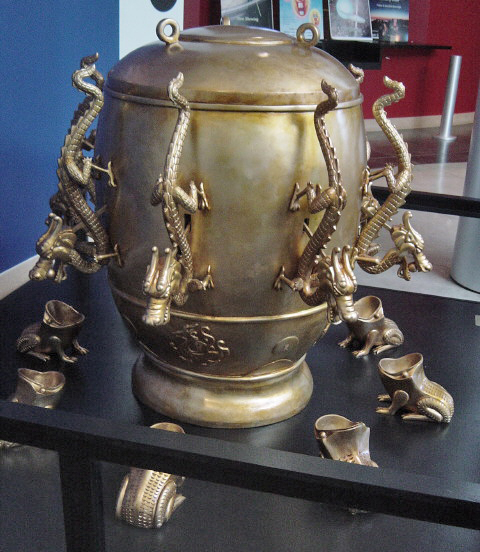
Réplica del sismógrafo de Zhang Heng, el Houfeng Didong Yi

Los fósiles eran conocidos en la China antigua desde el primer siglo I a. C., pero no siempre se identificaban correctamente con las especies modernas, y los restos de un molusco se tomaban como alas de pájaros, o las vetas en las rocas se confundían con los fósiles.
En la China del siglo X, uno de los naturalistas más intrigantes fue Shen Kuo (1031-1095), un personaje polimático que incursionó en muchos campos de estudio en su época. En términos de geología, Shen Kuo fue uno de los primeros naturalistas en formular una teoría de la geomorfología, basándose en sus observaciones del levantamiento sedimentario, la erosión del suelo, la deposición de sedimentos y los fósiles marinos encontrados en los montes Taihang, ubicados a cientos de kilómetros del océano Pacífico. También formuló una teoría de una gradualidad en el clima, después de observar los antiguos bambúes petrificados —restos fósiles de plantas— que encontró enterrados en un estado preservado cerca de Yanzhou (moderno Yan'an), en el clima seco del norte de la provincia de Shaanxi. Formuló una hipótesis para el proceso de formación de la tierra: basándose en su observación de las conchas fósiles en Taihang, dedujo que la erosión y la deposición de sedimentos habrían remodelado el terreno y que esas montañas habrían estado en algún momento situadas a nivel del mar.
Puesto que China era golpeada con frecuencia por movimientos de tierras, se estudiaba la sismología pero sin que fuera emitida una teoría sobre sus causas. La principal aportación fue tecnológica, con la invención del primer sismógrafo. Consistía en una masa pesada balanceada en un recipiente, y el dispositivo era capaz de indicar la dirección general del seísmo, y muchos de estos dispositivos fueron construidos.
El trabajo de los chinos no fue conocido en Europa hasta mucho después de la aparición de la geología moderna.

### Período árabe clásico
El período árabe clásico estuvo influenciado principalmente por los autores griegos, directa o indirectamente a través de la traducción de los textos griegos al siríaco o por medio de los persas, y aunque las conexiones con la ciencia china eran conocidas en ciertos campos, su influencia fue débil o inexistente en la geología.
Las Rasâ'il al-Ikhwân al-Safâ' [Las Epístolas de los Hermanos de la Pureza], contienen una descripción completa de un ciclo geológico, la erosión produce sedimentos transportados por los ríos al mar, que se rellenaba poco a poco. Esta descripción es cercana a la de Aristóteles, pero más detallada y presentaba una nueva idea importante, la estratificación de las capas sedimentarias en el fondo del mar que conducía a un intento de explicar la orogénesis «[los mares] depositan estas arenas, esta arcilla y estos guijarros en su parte inferior, capa sobre capa [...] se acumulan unas sobre las otras y así se forman en el fondo de los mares las montañas y colinas». Los hermanos de la pureza introdujeron también la idea de una asimetría en la forma de la Tierra, siendo los mares y las tierras dos esferas que tendrían centros distintos, por lo que los mares no podrían cubrir completamente las tierras.
Abu al-Rayhan al-Biruni (973-1048) fue uno de los primeros geólogos musulmanes, cuyos trabajos incluyeron los primeros escritos sobre la geología de la India, con la hipótesis de que el subcontinente indio fue una vez un mar.
Avicena (981-1037), polímata persa, hizo contribuciones significativas a la geología y las ciencias naturales (a las que llamó Attabieyat), junto con otros filósofos naturales como Ikhwan AI-Safa y muchos otros. Avicena escribió una obra enciclopédica titulada Kitab al-Shifa (ca. 1014-1020) [El libro de la cura, la curación o el remedio de la ignorancia], en el que la parte 2, sección 5, contiene su comentario sobre la Mineralogía y la Meteorología de Aristóteles, en seis capítulos (Formación de montañas; Las ventajas de las montañas en la formación de nubes; Fuentes de agua; Origen de los terremotos; Formación de los minerales; La diversidad del terreno de la tierra). Avicena fue más influyente que los Hermanos de la Pureza, aunque sus contribuciones fueron menos interesantes, y, además, su texto fue conocido en Occidente a través de una traducción de Alfredo de Sareshel de alrededor de 1200 que truncó algo el texto. Ese texto, De mineralibus, primero se atribuirá a Aristóteles y se utilizó a menudo en la Edad Media por los alquimistas, aunque Avicena en la versión original la condenaba. De mineralibus tiene dos partes de geología interesante, De la congélation des pierres y De la cause des montagnes. Los fósiles se explican por la inclusión de animales y plantas convertidas en piedra por una virtud petrificadora de los suelos pedregosos. La parte explicativa del fenómeno, que las tierras que contenían fósiles marinos habían estado una vez sumergidas, falta en el texto latino. Avicena explica las montañas por dos causas, los movimientos de tierra que levantaban el suelo y, en menor medida, la erosión, que dejaba intactos los relieves más duros. Avicena también conocía la estratificación que explicaba por los sucesivos avances y retiros de los mares, siendo cada capa debida a uno de esos avances. Esta parte del texto también falta en la versión latina de Sareshel.

### Edad Media Europea
A pesar de una cierta censura por parte de la Iglesia, el tono de la ciencia medieval es relativamente libre, si bien las autoridades religiosas a veces se inclinaron hacia el dogma —como con la prohibición de algunas de las tesis de Aristóteles alrededor de 1210, revocadas en 1234 y, luego una vez más, condenadas en 1277,— muchos pensadores consideraban que la ciencia no era incompatible con la fe cristiana. Esa ciencia encuentra su apogeo en la creación de las primeras universidades en Occidente y con el advenimiento del escolástica. Estudiosos como Robert Grosseteste, Roger Bacon, Tomás de Aquino o Guillermo de Ockham fueron verdaderos científicos. La condena de 1277 fue la premisa de una separación de la fe y la ciencia con la doctrina de la doble verdad, una concerniente a la fe y la otra a la razón, verdades que podían ser contradictorias.
Alberto el Grande (1193/1206-1280) retomó algunas de las ideas de Aristóteles y de Avicena. En el campo de la geología, estudió los fósiles de la cuenca parisina, pero parece dudar en cuanto a su origen: por un lado, cita a Avicena al atribuirles un origen animal; por otro, evoca la posibilidad de que los fósiles se creasen directamente en la piedra sin origen biológico. Esa ambigüedad era compartida por otros autores de la Edad Media; Ristoro d'Arezzo llevaba a un origen orgánico de los fósiles, y Pietro d'Abano, por el contrario consideraba que se generaban en el suelo por la acción de los astros. Ristoro d'Arezzo también dio una teoría sobre el origen de las montañas, una forma de atracción de las estrellas que tendía a elevar la superficie de la Tierra; curiosamente, consideraba que esa fuerza sería proporcional a la distancia, a diferencia de la fuerza ejercida por un imán o la gravitación aún por descubrir.
Jean Buridan emitió la idea de que la Tierra estaría compuesta por dos hemisferios asimétricos, que puede haber sido inspirada por los hermanos de la pureza. Las tierras son más livianas que los océanos, el sol calienta la tierra y las aligera. Este aligeramiento provoca un aumento de las tierras combatidas por los fenómenos de erosión. El hemisferio norte, con una mayoría de tierra, es más ligero que el hemisferio sur, y el centro de gravedad está descentrado. Buridan usó una escala de tiempo incompatible con la Biblia, y los fenómenos que describió requerían al menos decenas de millones de años, y también desconectó las causas de la astronomía, invocando solo al Sol y ya no a las estrellas. Los manuscritos de Buridan no se imprimirán, Leonardo da Vinci retomó parcialmente la idea de la asimetría del globo, pero Buridan tuvo menos influencia que su sucesor, Alberto de Sajonia, que reintrodujo la astronomía en los ciclos de formación de las montañas. Buridan no rechazaba la idea del diluvio, pero consideraba que tal fenómeno no pudo haber teido una causa natural.

### Renacimiento europeo

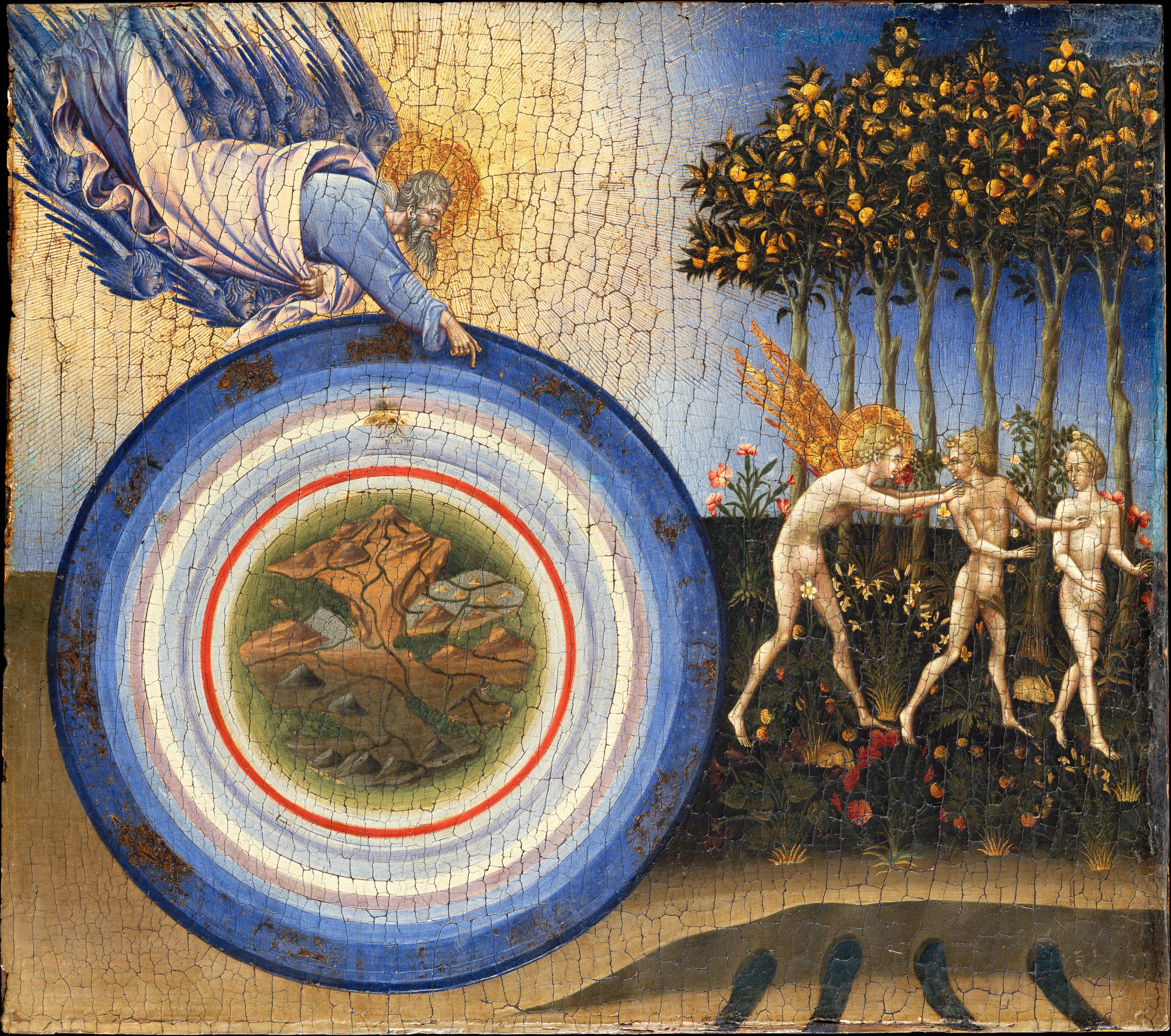
Representación de la tierra y el agua circundante bajo las esferas de los elementos aire y fuego (rojo), así como los planetas y esferas estelares

El Renacimiento comenzó en el siglo XIV en Italia para difundirse en el resto de Europa en los siglos XV y XVI. El grabado en madera, y luego en cobre, y la invención de los caracteres móviles en la imprenta permitieron la difusión de los textos de autores modernos y antiguos. La caída de Constantinopla permitió la llegada de un buen número de manuscritos y de eruditos de habla griega a Occidente, pero ese redescubrimiento de textos griegos fue anterior a la caída del Imperio bizantino, ya que el Renacimiento fue más un período de transición que de ruptura. A pesar de esa atmósfera favorable, la geología avanzó poco durante el Renacimiento.
El origen de los fósiles, biológico o no, comenzó a ser realmente debatido a partir de la década de la década de 1500, debate que continuó durante la mayor parte del siglo XVI, pero desde el comienzo del Renacimiento el origen animal no era cuestionado por la mayoría de los autores, siendo las principales diferencias las que se referían a las causas que llevaron a que esos fósiles, a menudo de origen marino, estuvieran alejados del mar, en el interior de la tierra.
Para los autores del Renacimiento las montañas eran el resultado de la erosión (Leonardo, Agricola, Palissy) o eran relieves cuya existencia se remontaba a la creación de la Tierra; se evocaban incendios subterráneos para explicar el vulcanismo y los terremotos, pero esas causas no se aplicaban a la orogénesis.
El origen de las fuentes a menudo se reducía a un origen oceánico: el agua de los océanos circulaba subterráneamente y reaparecía, ya que durante el Renacimiento la altitud de los océanos era poco conocida, e incluso Palissy, quien refutaba esa teoría, consideraba que ciertas partes de la superficie del océano podían estar más altas que la Tierra.
Leonardo da Vinci (1452-1519) no estuvo interesado ni en la vulcanología ni en la sismología. Como no publicó lo que escribió sobre fósiles y erosión, su influencia es difícil de estimar. Refutó la teoría de la génesis fósil in situ y las teorías basadas en el diluvio, particularmente en el Codex Leicester. También en este códice identificó entre ellas las capas presentes en ambos lados de un valle erosionado por la presencia de un río. Leonardo nunca presentó una teoría global de la tierra y jugó con varias ideas, la de una tierra hueca, la de un suelo lleno de agua o incluso retomó las ideas de Alberto de Sajonia o las de Buridan.
Las principales contribuciones del célebre ceramista francés Bernard Palissy (1510-1590) se encuentran en su tratado sobre Eaux et fontaines [Aguas y fuentes], en el que refutaba la opinión ampliamente aceptada desde la antigüedad del origen oceánico de las fuentes y mostraba que el agua de los ríos provenía de la lluvia. Palissy admitía el origen biológico de los fósiles, pero rechazaba su origen marino o que fueran traídos por el diluvio; para él esos fósiles eran restos de animales de agua dulce que habitarían los ríos. Sobre la cuestión de los fósiles, Palissy no fue innovador, sus contribuciones siguen siendo inferiores a las de Leonardo.

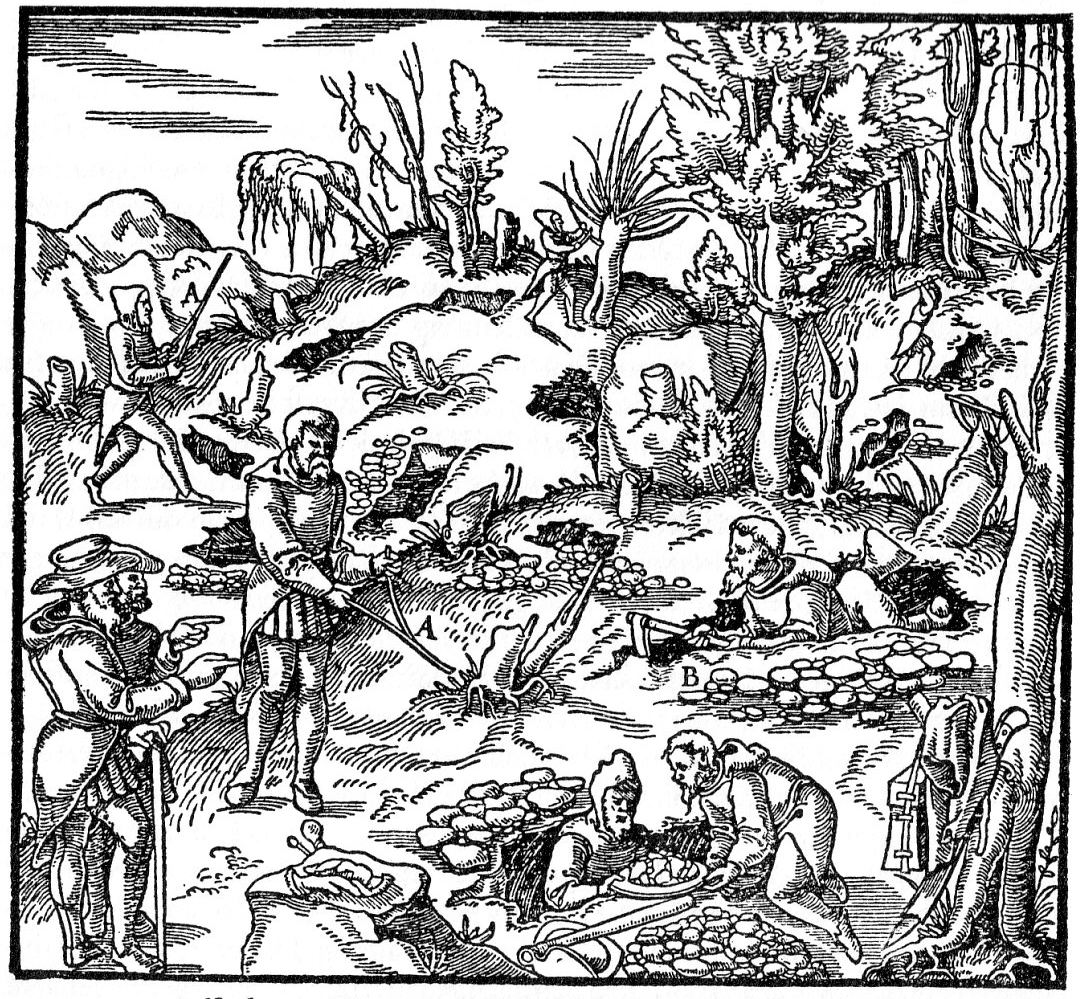
Representación de mineros y arqueros (en parte con vara divina) en Agrícolas De re metallica, 1556

El gran humanista Georg Bauer, llamado Georgius Agricola (1494-1555) resume el conocimiento minero y metalúrgico de su tiempo en su obra más famosa De re metallica , que apareció póstumamente en 1556. Este último también incluye un apéndice titulado Buch von den Lebewesen unter Tage (Libro de las criaturas subterráneas). Trata , en particular, de la energía eólica e hidrodinámica, del transporte y de la fundición de los minerales y de la extracción de diversos yacimientos, y por lo tanto es un verdadero tratado sobre metalurgia. El De re metallica también se ocupa de la sucesión de capas encontradas en las minas en Sajonia, sin intentar explicar. La obra de Agricola de más interés para la geología, se publica en 1544 bajo el título De ortu et causis subterraneorum; critica las hipótesis antiguas y sienta las primeras bases de lo que luego se convertirá en geomorfología por su descripción de la erosión.

## Geología científica

### SigloXVIIen Europa

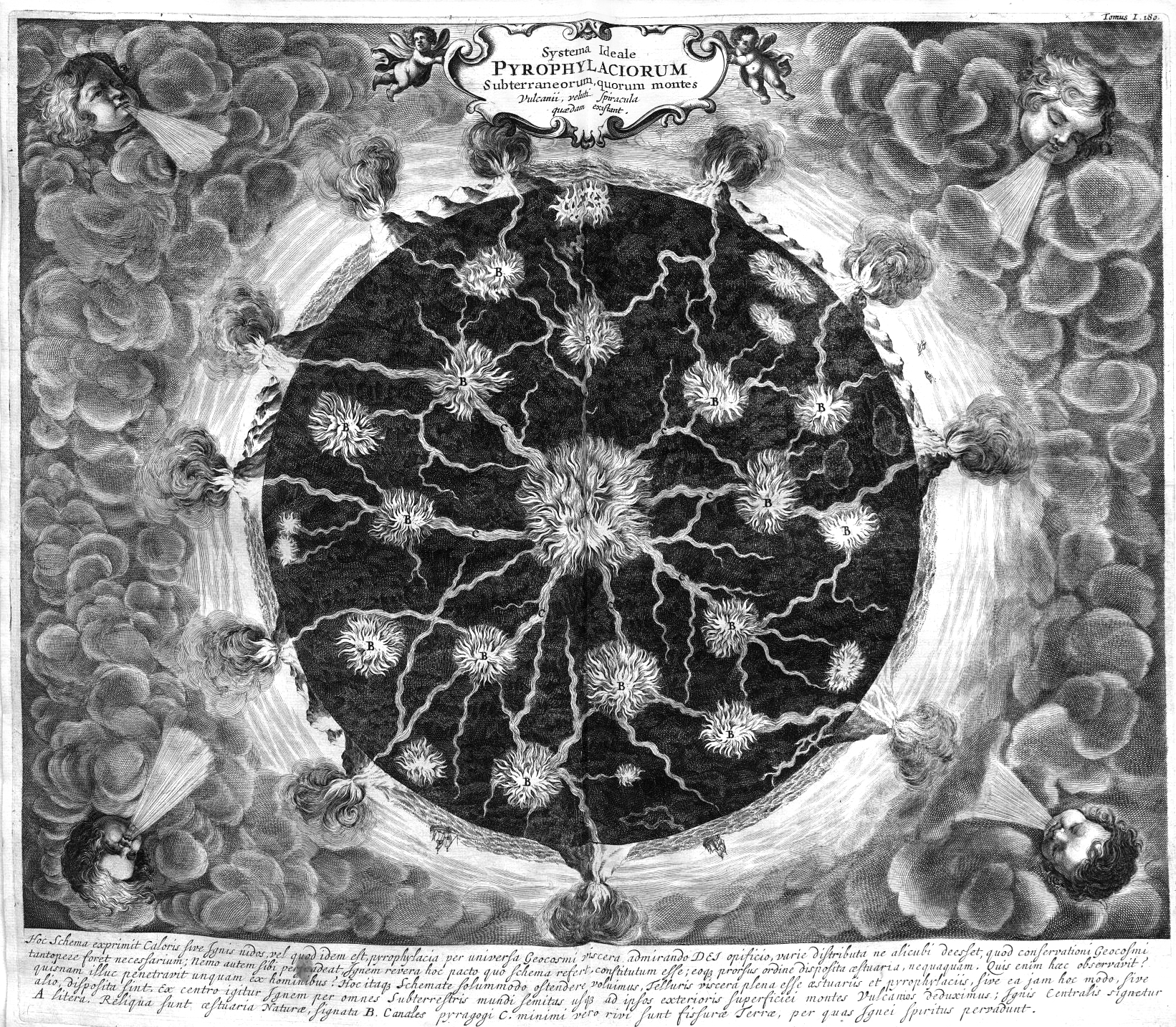
Modelo de Kircher de los fuegos internos de la Tierra, de Mundus Subterraneus.

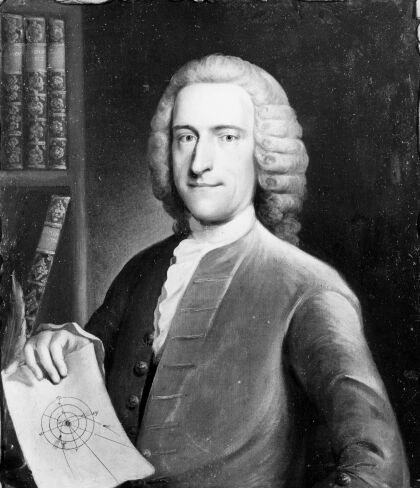
Un retrato de Whiston con un diagrama que muestra sus teorías del catastrofismo cometario, bien descrito en A New Theory of the Earth (1692)

Hasta el siglo XVII la geología no había hecho grandes avances, y la obra de 1664 de Mundus Subterraneus de Athanasius Kircher (1601/02-1680) permite saber lo que un hombre educado del siglo XVII imaginaba era el interior de la tierra, un cuerpo pétreo recorrido no solo por bandas de fuego, sino también por ríos y lagos subterráneos. Pero en ese momento la disciplina adquirió entidad propia en el mundo de las ciencias naturales distinguéndose de la mayoría de las otras ciencias por el enfoque histórico: los minerales podrían ser fácilmente clasificados por un químico, los fósiles por un biólogo; las propiedades del cuerpo terrestre serían descritas por un físico, y su figura por un geógrafo. Pero el geólogo no solo preguntaría: «¿qué es eso?», sino, sobre todo, «¿cómo se convirtió en lo que es?».
La geología ha estado confrontada durante mucho tiempo con el dogma de la Iglesia católica sobre la edad de la Tierra. De hecho, el concepto clave de la geología es la «duración», y las primeras observaciones científicas contradecían directamente la enseñanza bíblica que se encuentra en el primer capítulo del Antiguo Testamento, que trata del Génesis, donde se dice que la Tierra fue creada en seis días. El mundo cristiano descubrió que las diferentes traducciones de la Biblia tenían diferentes versiones del texto bíblico. La única entidad que se mantenía consistente a través de todas las interpretaciones era que el Diluvio había dado forma a la geología y la geografía del mundo. Para probar la autenticidad de la Biblia, muchos estudiosos sintieron la necesidad de demostrar con evidencias científicas que el Gran Diluvio de hecho había ocurrido. Ese deseo de disponer de mejores datos, aumentó las observaciones sobre la composición de la Tierra, lo que a su vez condujo al descubrimiento de más fósiles. Aunque las teorías que resultaron del mayor interés en la composición de la Tierra fueron a menudo manipuladas para apoyar el concepto del Diluvio, un resultado genuino fue un mayor interés en la composición de la Tierra. Debido a la fuerza de las creencias cristianas durante el siglo XVII, la teoría del origen de la Tierra que fue más ampliamente aceptada fue la recogida en la obra A New Theory of the Earth [Una nueva teoría de la tierra] publicada en 1696 por el teólogo, historiador y matemático inglés William Whiston (1667-1752). Whiston utilizó el razonamiento cristiano para probar que el Gran Diluvio había ocurrido y que el diluvio había formado los estratos rocosos de la Tierra.
Durante el siglo XVII, tanto la especulación religiosa como la científica sobre el origen de la Tierra impulsaron aún más el interés por la Tierra y dieron lugar a técnicas de identificación más sistemáticas de los estratos de la Tierra, que se pueden definir como las capas horizontales de roca que tienen aproximadamente la misma composición en todo. Un pionero importante en la ciencia fue el médico y naturalista danés Nicolas Steno (1638-1686), que pese a que se había formado en los textos clásicos de la ciencia, en 1659 cuestionó seriamente el conocimiento aceptado del mundo natural. Con la comprensión fundamental de que los estratos más bajos de la roca eran también los más antiguos, y los superpuestos, cada vez más jóvenes, Steno redescubrió el principio estratigráfico. La disposición en el espacio correspondía así en realidad a una secuencia en el tiempo. Además, Steno postuló que todas las capas se habrían depositado en origen horizontalmente, y que las capas solo pudieron ajustarse, romperse y plegarse posteriormente por acción de las fuerzas internas de la Tierra. Asimismo, Steno entendió una vez más la naturaleza orgánica de los fósiles: si se hubieran formado retroactivamente dentro de la roca, como creía Aristóteles, la roca circundante los habría deformado, como las raíces de los árboles que crecen en una fisura. Pero de hecho la roca circundante se adaptaba a los fósiles, lo que dejaba claro que tenían que ser más antiguos que la roca circundante. Steno también fue el primer cristalógrafo en reconocer la ley de la constancia angular en el cuarzo y en 1669 dibujó el primer perfil geológico de la Toscana, un perfil que fue realmente histórico. Sus investigaciones y conclusiones han llevado a los académicos actuales a considerarle como uno de los fundadores de la estratigrafía y de la geología modernas. (Steno, que se hizo católico cuando era adulto, finalmente fue nombrado obispo; fue beatificado en 1988 por el papa Juan Pablo II y por ello también se le llama beato Nicolás Steno).
Los contemporáneos de Steno continuaron abordando el problema de por qué los fósiles estaban incrustados en lo profundo de las rocas en lugar de estar en la superficie. Una salida fue simplemente negar el origen orgánico de los fósiles, y descartarlos como formaciones espontáneas y curiosos «juegos de la naturaleza», como hizo el médico y naturalista inglés Martin Lister (1638-1711). Robert Hooke (1635-1703) avanzó entonces la posibilidad de reconstruir a partir del contenido fósil de las rocas una secuencia temporal de condiciones ambientales cambiantes, pero ni él ni ninguno de sus coetáneos desarrollaron la idea.
Tales enfoques de la historia de la tierra se vieron obstaculizados durante mucho tiempo por la adhesión a la escala de tiempo bíblica. El ejemplo más famoso es el cálculo del arzobispo de Armagh (Irlanda), James Usher (1580-1656), quien en el libro de 1650 Los anales del mundo dató la creación del mundo el lunes 23 de octubre de 4004 a. C. (ver: calendario de Ussher-Lightfoot). El único evento que pudo haber cambiado significativamente la forma de la Tierra después de la creación fue el Diluvio. Se le achacaba no solo por la existencia de fósiles alejados del mar, sino también por la amplia extinción que evidenciaban en gran parte las rocas del norte y centro de Europa y que fueron reconocidas solo en el siglo XIX como evidencia de los últimos períodos fríos. Debido a la similitud de las costas de África y Sudamérica, un teólogo llamado Lilienthal en 1736 incluso culpó al diluvio por la ruptura de esos continentes.

### SigloXVIIIen Europa

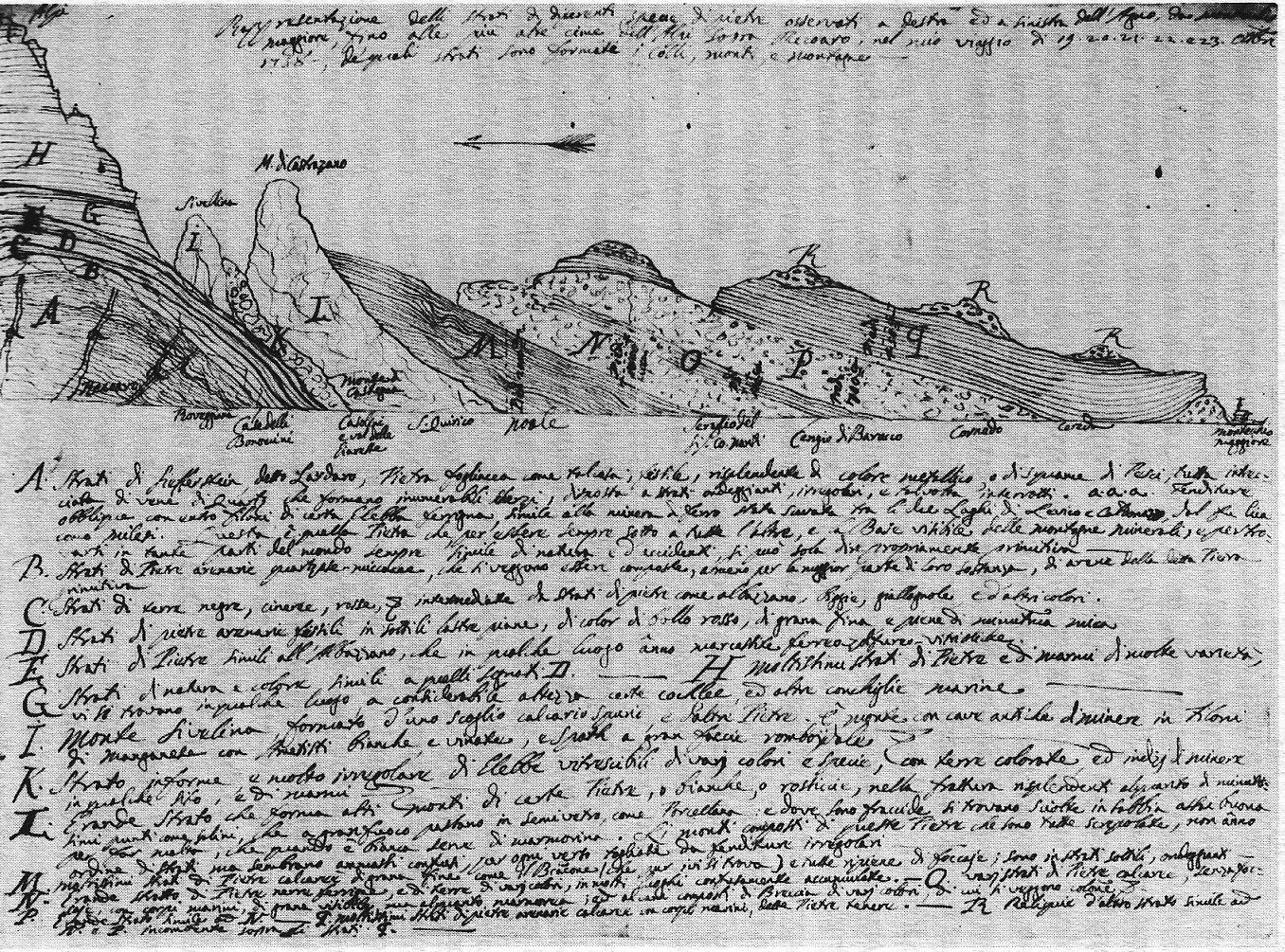
Sección geológica realizada por Arduino (1758)

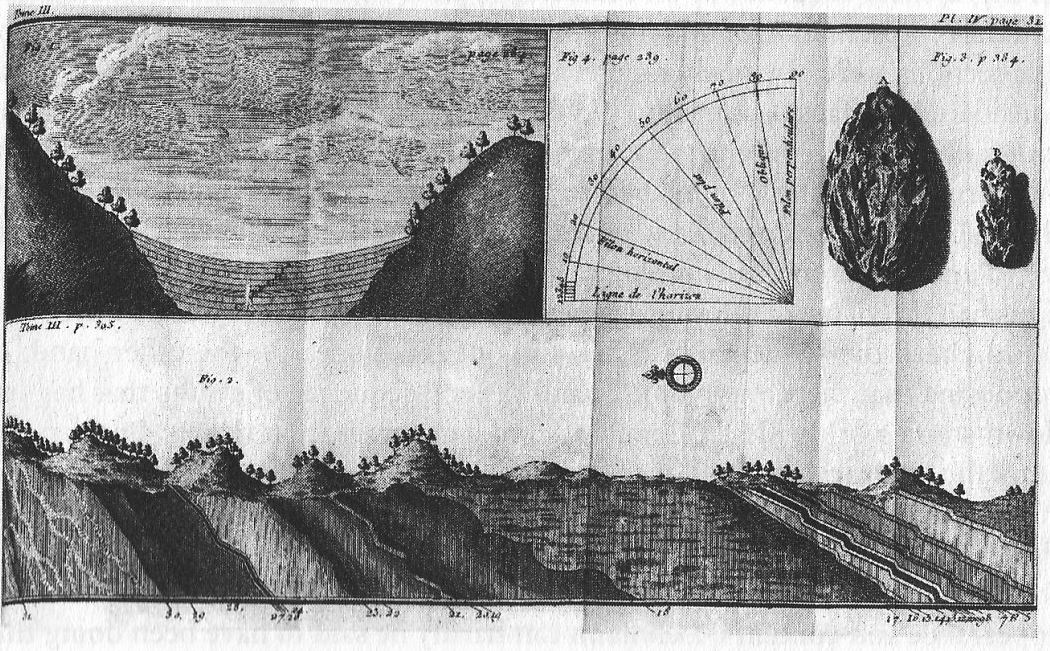
Sección geológica de Turingia, de Lehmann (1759)

También durante el siglo XVIII, los aspectos de la historia de la Tierra, es decir, las divergencias entre el concepto religioso aceptado y la evidencia objetiva, se convirtieron una vez más en un tema popular para el debate en la sociedad. En 1744, el naturalista francés Georges-Louis Leclerc, conde de Buffon, publicó su obra Historia y teoría de la tierra en la que atacaba los populares relatos bíblicos dados por Whiston y otros teóricos eclesiásticos de la historia de la Tierra. A partir de la experimentación con el enfriamiento de globos, y dado que pensaba que la Tierra se había formado a partir de un pedazo desgajado del Sol, estimó que la edad de la Tierra no era de solo 4000-5500 años como se infería de la Biblia, sino de 75 000 años. También el filósofo Immanuel Kant describió la historia de la Tierra sin referencia a Dios ni a la Biblia en su obra de 1755 Historia general de la naturaleza y teoría del cielo (Allgemeine Naturgeschichte und Theorie des Himmels). De las obras de estos hombres respetados, así como de otros, se hizo aceptable a mediados del siglo XVIII cuestionar la edad de la Tierra. Este cuestionamiento representó un punto de inflexión en su estudio, siendo desde entonces posible estudiar su historia desde una perspectiva científica sin preconcepciones religiosas. La creencia en la escala de tiempo bíblica se perdió gradualmente, y se hicieron intentos de construir un puente entre el antiguo conocimiento práctico de los mineros y metalúrgicos y las especulaciones puramente teóricas de Descartes, Leibniz o Kant sobre el origen de la tierra. Así, la geología hizo la transición de una ciencia descriptiva a una ciencia explicativa. La recolección de fósiles y de minerales se convirtió en una moda en los círculos burgueses, y el conocimiento de las rarezas geológicas se consideraba una parte importante de la educación general.
Con la aplicación de los métodos científicos a la investigación de la historia de la Tierra, el estudio de la geología pudo convertirse en un campo distintivo de la ciencia. Para empezar, debían elaborarse la terminología y la definición de lo que constituía el estudio geológico. El término «geología» se usó técnicamente por primera vez en publicaciones de dos naturalistas de Ginebra, Jean-André Deluc y Horace-Bénédict de Saussure, aunque la voz «geología» no fue bien recibida hasta que fue recogida en un compendio muy influyente, la Encyclopédie, publicada a partir de 1751 por Denis Diderot. Una vez que se estableció el término para denotar el estudio de la Tierra y de su historia, la geología fue poco a poco reconocida como una ciencia distinta que podría enseñarse como un campo de estudio en las instituciones educativas. En 1741, la institución más conocida en el campo de la historia natural, el Museo Nacional de Historia Natural de Francia, creó el primer puesto de enseñanza designado específicamente para geología. Ese fue un paso importante para promover aún más el conocimiento de la geología como una ciencia y en reconocer el valor de difundir ampliamente ese conocimiento.
Las primeras personas en implementar la idea de Hooke de una posible historia geológica fueron los geólogos alemanes Johann Gottlob Lehmann (1719-1767) y Georg Christian Füchsel (1722-1773), aunque consideraron la diferente formación de rocas (litología) en lugar del contenido fósil. A mediados del siglo XVIII hicieron las primeras secciones de perfil y los mapas geológicos que representaban las capas de roca en los distritos mineros de Turingia.
El director de minería de la Toscana, Giovanni Arduino (1714-1795) también realizó un perfil de las montañas alpinas italianas. Propuso en 1759 dividir las rocas de la corteza terrestre en «primarias», «secundarias», «terciarias» y «cuaternarias». Los últimos dos términos todavía están en uso hoy, los dos primeros corresponden aproximadamente al Paleozoico y al Mesozoico actuales. También reconoció que los fósiles en los estratos más jóvenes eran cada vez más similares a los organismos vivos.

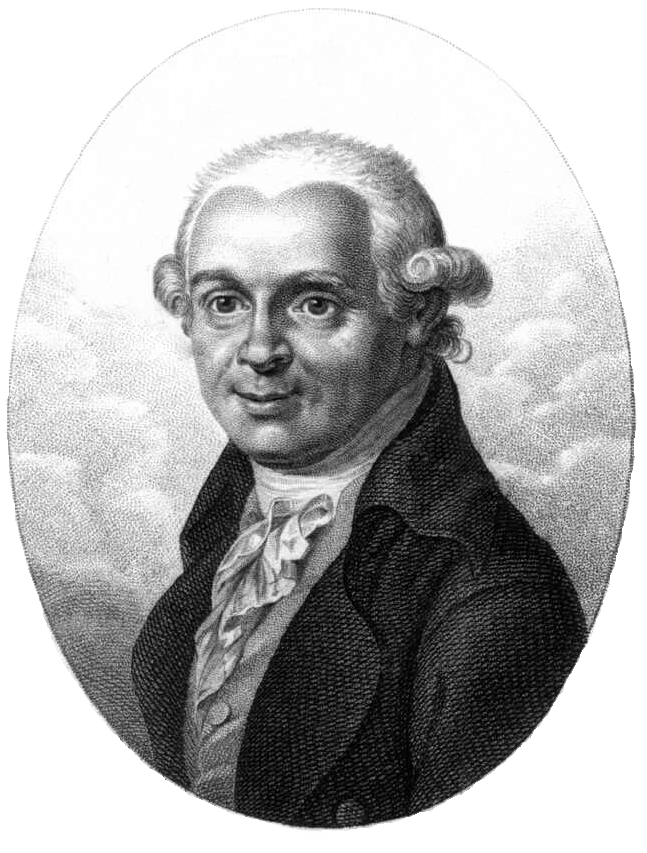
Abraham Gottlob Werner retrato de Christian Leberecht Vogel (1801)

A partir de ese interés creciente en la naturaleza de la Tierra y en su origen, surgió una mayor atención a los minerales y a otros componentes de la corteza terrestre. Además, la creciente importancia económica de la minería en Europa a mediados del siglo XVIII hizo que la posesión de conocimientos precisos sobre los minerales y su distribución natural fuera vital. Los académicos comenzaron a estudiar la composición de la Tierra de manera sistemática, con comparaciones detalladas y descripciones no solo de la tierra en sí, sino de los metales semipreciosos que contenía, que tenían un gran valor comercial. Por ejemplo, en 1774, el alemán Abraham Gottlob Werner (1749/50-1817) inspector de minas y profesor de minería y mineralogía en la academia de minería de Freiberg (Sajonia), el más importante centro de estudio de geología durante el siglo XVIII, publicó el libro Von den äusserlichen Kennzeichen der Fossilien [Sobre los caracteres externos de los minerales], que le brindó un amplio reconocimiento porque presentaba un sistema detallado para identificar minerales específicos basándose en sus características externas. Años más tarde (1787) publicó Kurze Klassifikation und Beschreibung der verschiedenen Gebirgsarten [Breve clasificación y descripción de los diferentes tipos de montaña]. Gracias a ello podrían identificarse tierras productivas más eficientes para la minería y se podían encontrar metales semipreciosos, y con ello ganar más dinero. Este impulso por la ganancia económica hizo que la geología fuese el centro de atención y la convirtió en un tema popular a seguir. Al ser más las personas que la estudiaban, llegaron observaciones más detalladas y más información sobre la Tierra.

#### Neptunistas vs. plutonistas
Ya en la década de 1770 la química comenzaba a desempeñar un papel fundamental en la base teórica de la geología y de ella surgieron dos teorías opuestas con seguidores comprometidos. Esas teorías contrastantes ofrecían diferentes explicaciones de cómo se habían formado las capas rocosas de la superficie de la Tierra.
La primera de las teorías sugería que había sido una inundación líquida, tal como el diluvio bíblico, la que había creado todos los estratos geológicos. La teoría extendió las teorías químicas que se habían desarrollado desde el siglo XVII y fue promovida por el escocés John Walker (1731-1803), el sueco Johan Gottschalk Wallerius (1709-1785) y el ya citado Abraham Werner. Fueron las opiniones de Werner las que consiguieron influencia internacional alrededor de 1800: en el planeta, originalmente cubierto de agua, se habían ido formando rocas mediante sedimentación en el fondo marino. De este modo, el planeta se había formado desde su núcleo, de rocas más antiguas y duras —como el basalto y el granito— hasta las capas superficiales, más débiles, en las que se hallaban gran cantidad de fósiles. El diluvio universal descrito en la Biblia habría repetido el mismo proceso, añadiendo nuevas capas de rocas ligeras sobre un núcleo más sólido. La influencia de los volcanes, por tanto, quedaba limitada a una pequeña adición de material superficial, en tanto que el verdadero proceso generativo de la roca se realizaba bajo el agua. El sistema de Werner fue influyente y los que aceptaron su teoría fueron conocidos como «diluvianistas» o «neptunistas». La tesis neptunista fue la más popular a finales del siglo XVIII, especialmente para aquellos que tenían una formación química.

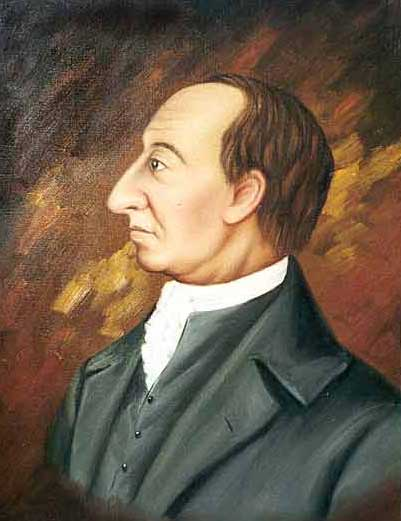
James Hutton (1726–1797)

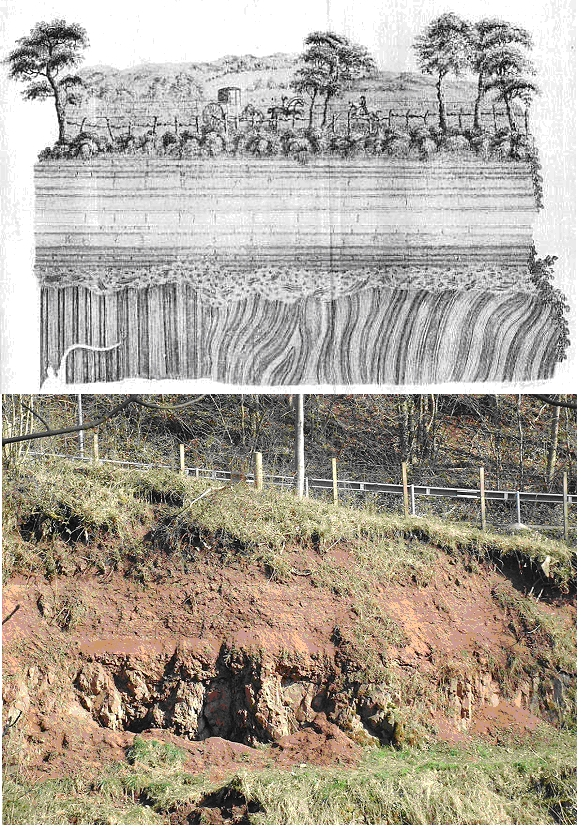
Discordancia de Hutton en Jedburgh. Arriba: ilustración de John Clerk de Eldin (1787); abajo: fotografía de 2003.

Sin embargo, otra tesis consiguió lentamente prestigio desde la década de 1780 en adelante. En lugar de bajo el agua, algunos naturalistas de mediados del siglo XVIII, como el ya citado Buffon, habían sugerido que los estratos se habrían formado a través del calor (o fuego). La idea de que las rocas se originarian mediante procesos a altas temperaturas fue propuesta por primera vez por Anton Moro (1687-1750), y se basaba en sus estudios sobre las islas volcánicas. La tesis fue modificada y ampliada por el naturalista escocés James Hutton (1726-1797) considerado el padre fundador de la geología moderna, que describía el origen de las rocas como un proceso constante de erosión de los elementos y regeneración del material mediante presión y temperatura. Hutton no creía que el basalto fuese un material sedimentario que se componía parcialmente de fósiles, y postulaba su origen volcánico; acertó al afirmar que el basalto no contenía fósiles, además de ser impermeable, duro y cristalino. Luego Hutton buscó evidencias para respaldar su idea de que debía haber habido ciclos repetidos, cada uno de los cuales implicaba una deposición en el fondo marino, una elevación con inclinación y erosión, y luego un movimiento submarino de nuevo para que se depositasen más capas. En Glen Tilt, en las montañas de Cairngorm, encontró esquistos metamórficos penetrando en el granito, de una manera que le indicaban que la presunta roca primordial se había fundido después de que se hubieran formado los estratos.
En 1785 presentó un artículo titulado Theory of the Earth; or an Investigation of the Laws observable in the Composition, Dissolution and Restoration of Land upon the Globe [Teoría de la Tierra; o una investigación de las leyes observables en la composición, disolución y restauración de la tierra sobre el Globo] que se publicó en 1788 en las «Transactions de la of the Royal Society of Edinburgh». Este artículo, prácticamente sin cambios, constituyó el primer capítulo de su libro en dos volúmenes de 1795, Theory of the Earth, with Proofs and Illustrations [Teoría de la Tierra, con evidencias e ilustraciones]. Ese puede considerarse como el primer tratado moderno sobre geología, ya que Hutton estableció en él los principios del uniformismo —la suposición de que las mismas leyes y procesos naturales que operan en las observaciones científicas actuales siempre han operado en el universo en el pasado y se aplican en todo el universo.—, del plutonismo y del metamorfismo. La nueva teoría geológica que Hutton propuso implicaba que la Tierra debía ser mucho más antigua de lo que se pensaba y que no podía explicarse dentro de los límites de la cronología inferida de la Biblia. De hecho, el tiempo que las montañas necesitaban para erosionarse y el tiempo en el que los sedimentos formarían nuevas rocas bajo el mar, que a su vez se elevarían y emergerían, no se podía contar en milenios, sino que debían ser contados en decenas o cientos de millones de años.
Hutton fue sin duda un investigador brillante, pero presentó sus ideas por escrito de una manera demasiado confusa y demasiado complicada para que su brillante trabajo se entendiera de inmediato. Fue su amigo, el matemático escocés John Playfair (1748-1819), quien hizo una presentación clara y accesible a una amplia audiencia en su libro Illustrations of the Huttonian Theory of the Earth [Ilustraciones de la teoría huttoniana de la Tierra], publicado en 1802. Gracias a ese compendio de Playfair, la teoría de Hutton fue conocida y finalmente aceptada por un número creciente de geólogos (entre los que cuales estará el escocés Charles Lyell). Quienes siguieron las tesis de Hutton a principios del siglo XIX se refirieron a esta visión como plutonismo: la formación de la Tierra a través de la solidificación gradual de una masa fundida a un ritmo lento mediante los mismos procesos que ocurrieron a lo largo de la historia y que continuaban en la actualidad. Los «plutonistas» creían que los procesos volcánicos —no el agua de una Gran Inundación— eran el agente principal en la formación de rocas que se habían formado por depósitos de lava producidos bajo tierra en los volcanes. Se oponían a los «neptunistas» que pensaban que las rocas se habían formado en un gran océano cuyo nivel había descendido con el tiempo. A principios de la segunda mitad siglo XVIII, Jean-Étienne Guettard (1715-1786) y Nicolas Desmarest (1725-1815) habían recorrido el centro de Francia y registraron sus observaciones en un mapa geológico, destacando el origen volcánico de esa región.

### SigloXIX

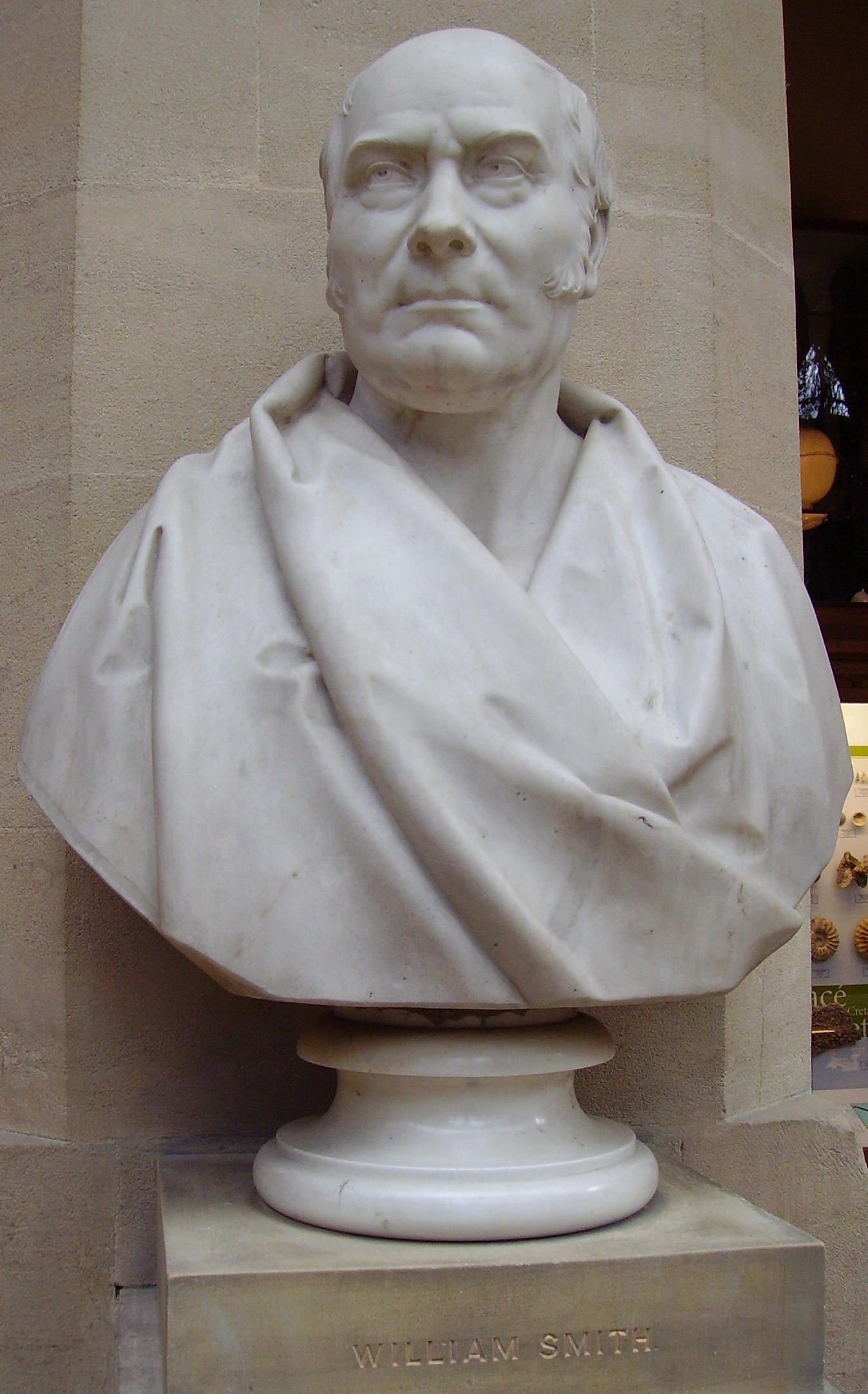
Busto de William Smith, en el Museo de Historia Natural de la Universidad de Oxford.

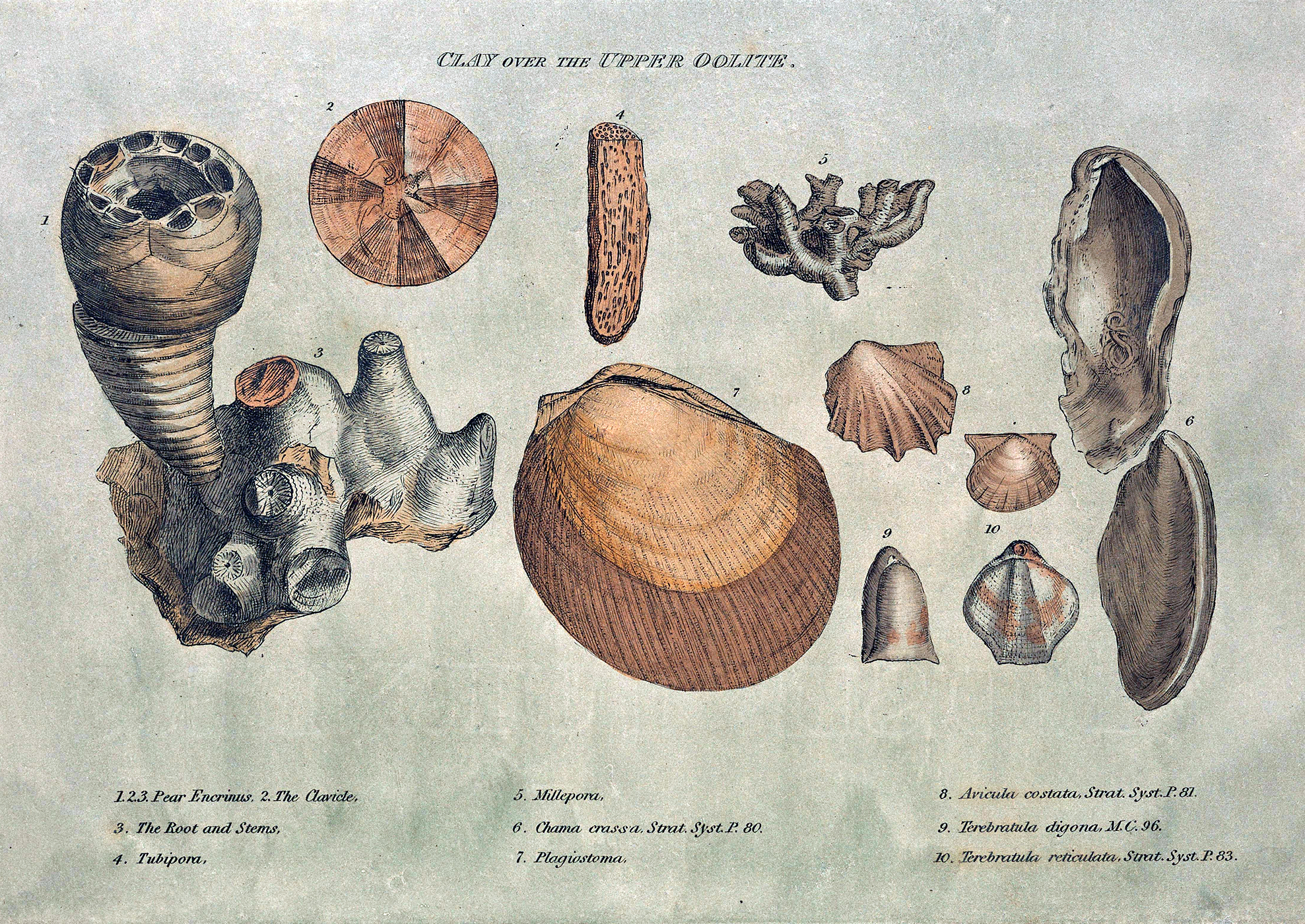
Grabado de la monografía de William Smith de 1815 sobre la identificación de estratos por fósiles

A principios del siglo XIX, la industria minera y la Revolución industrial estimularon el rápido desarrollo de un nuevo campo, la cartografía geológica, y de un valioso recurso técnico, la elaboración de columnas estratigráficas: «las secuencias de formaciones rocosas dispuestas de acuerdo con su orden de formación en el tiempo». En Inglaterra, el constructor de canales, topógrafo y prospector minero William Smith (1769-1839), a partir de la década de 1790, descubrió empíricamente que los fósiles eran una forma muy efectiva para distinguir entre formaciones similares del paisaje. Mientras viajaba por el país trabajando en el sistema de canales Smith dibujó algunos primeros mapas geológicos y comenzó el ordenamiento de las capas geológicas de Inglaterra y de Escocia mediante el examen de los fósiles que contenían. En 1815 publicó su monumental mapa geológico de colores de Inglaterra y Gales, que consideraba tanto el contenido fósil como la litología. Smith había reconocido que ciertas secuencias de rocas también se caracterizan por una Faunenfolge (sucesión de fauna) muy específica y distintiva. En 1827, Leopold von Buch (1774-1853) acuñó el término «Leitfossil» (fósil guía) para tales fósiles que permitían la datación relativa. El mapa de Smith continuó señalando el camino para todos los proyectos posteriores de las respectivas oficinas estatales nacionales. Con la ayuda de dichos mapas, el geólogo no solo visualizaba la distribución de ciertas rocas en la superficie, sino también podía predecir su posición bajo tierra. Cuanto más conscientes eran de que los estratos rocosos también eran unidades temporales, más se convirtió el mapa geológico en una representación compleja de cuatro dimensiones (las tres del espacio y el tiempo) en dos dimensiones. Las motivaciones económicas para el uso práctico de los datos geológicos hicieron que los gobiernos apoyaran la investigación geológica. Durante todo el siglo XIX, los gobiernos de varios países, incluidos Canadá, Australia, Gran Bretaña y los Estados Unidos, financiaron estudios geológicos que elaboraban mapas geológicos de vastas áreas de los países. El estudio geológico proporciona la ubicación de minerales útiles y dicha información podría utilizarse para beneficiar a la industria minera del país. Con la financiación gubernamental de la investigación geológica, más personas pudieron estudiar geología con mejores tecnologías y técnicas, lo que llevaría a la expansión del campo de la geología.

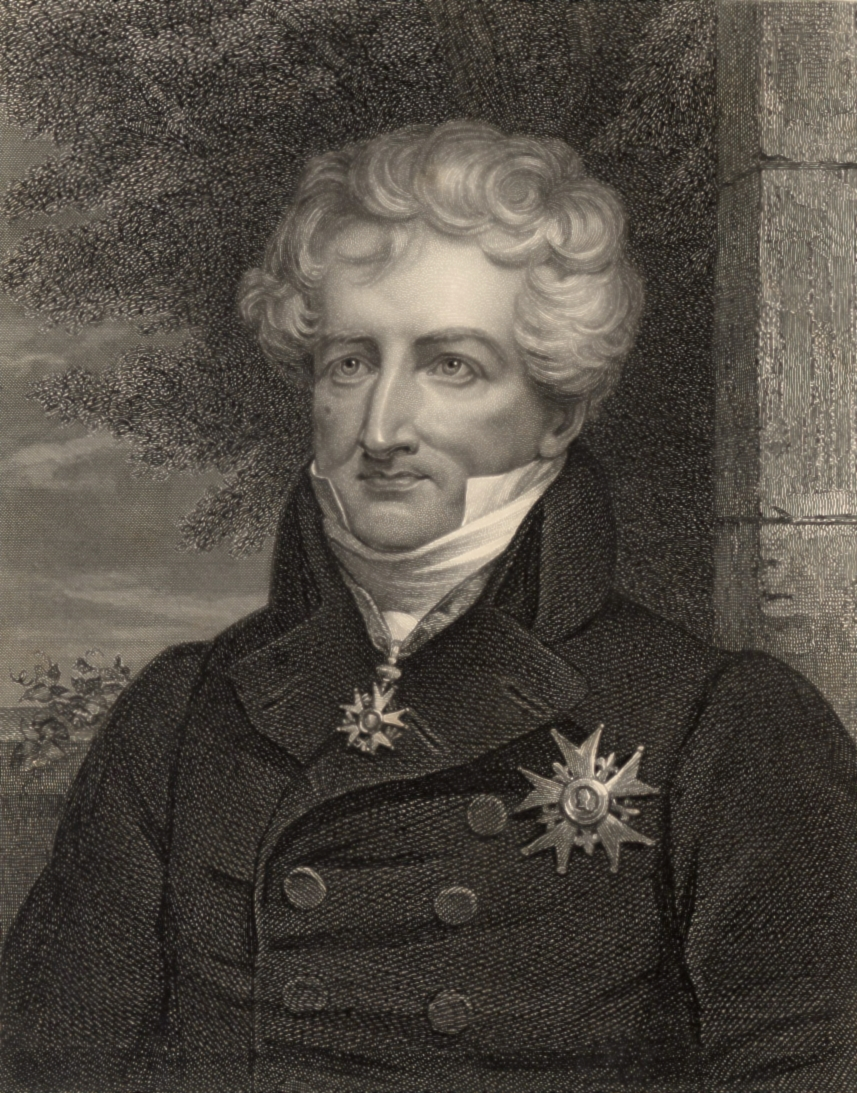
Georges Cuvier

Casi al mismo tiempo que Smith, el anatomista comparativo francés Georges Cuvier (1769-1832), asistido por su colega Alexandre Brongniart (1770-1840) en la École des Mines de Paris, se dio cuenta de que las edades relativas de los fósiles podían determinarse desde un punto de vista geológico, en términos de en qué capa de roca se encontraban y de la distancia a la que estaban de la superficie de la Tierra. A través de la síntesis de sus hallazgos, Brongniart y Cuvier se dieron cuenta de que se podían identificar diferentes estratos por los contenidos fósiles y, por lo tanto, que cada estrato podía asignarse a una posición única en una secuencia. Aunque defendían la mayoría de las tesis neptunistas, Cuvier y Brongniart postularon en su obra de 1811, Description Geologiques des Environs de Paris, también una gran edad para la Tierra. Su teoría se inspiró en el descubrimiento de Cuvier de fósiles de elefantes en París. Para apoyar su tesis, formularon el principio de la superposición de estratos según el cual las capas geológicas superpuestas representaban una sucesión en el tiempo. Sin embargo, no fueron los primeros en declarar el principio fundamental de la estratigrafía, ya que aparentemente fueron, sin darse cuenta, precedidos por Stenon y Smith. La estratigrafía se volvió muy popular entre los geólogos y muchos esperaban aplicar este concepto a todas las rocas de la Tierra.
Durante todo el siglo fueron muchos los geólogos que refinaron y completaron la columna estratigráfica. Por ejemplo, en 1833, mientras el geólogo británico Adam Sedgwick (1785-1873) cartografiaba las rocas que él mismo había establecido que eran del período Cámbrico, Charles Lyell sugería en otra parte una subdivisión del período Terciario; y Roderick Murchison, que cartografiaba en Gales desde una dirección diferente, estaba asignando las partes superiores del Cámbrico de Sedgwick hasta las partes más bajas de su propio período Silúrico. La columna estratigráfica fue significativa porque proporcionó un método para asignar una edad relativa de estas rocas al colocarlas en diferentes posiciones en su secuencia estratigráfica. Esto creó un enfoque global para fechar la edad de la Tierra y permitió establecer nuevas correlaciones a partir de las similitudes encontradas en la composición de la corteza terrestre en varios países.

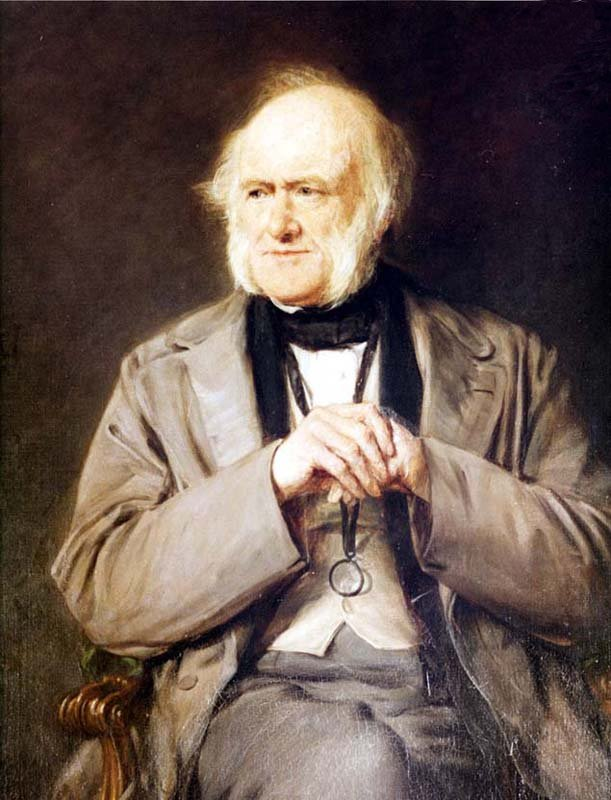
Charles Lyell (1797–1875)

A principios del siglo XIX, Gran Bretaña se adaptó al catastrofismo con el objetivo de conciliar la ciencia geológica con las tradiciones religiosas del Gran Diluvio bíblico. A principios de la década de 1820, los geólogos ingleses, incluidos William Buckland y Adam Sedgwick, interpretaban los depósitos «diluviales» como resultado de la inundación de Noé, pero a finales de la década revisaron sus opiniones a favor de inundaciones locales. Sir Charles Lyell (1797-1875) desafió al catastrofismo con la publicación en 1830 del primer volumen de su libro Principios de geología (Principles of Geology, 1830-1833) —que actualizó con nuevas ediciones hasta su muerte en 1875— que presentaba una variedad de evidencias geológicas de Inglaterra, Francia, Italia y España para probar que las ideas de gradualismo de Hutton eran correctas. En el tercer volumen empleó por vez primera el concepto de «roca metamórfica» para referirse a aquellas rocas afectadas por condiciones de temperatura y presión diferentes de las de su formación.Argumentó que la mayoría de los cambios geológicos habían sido graduales. Lyell pensaba, con razón, que los procesos geológicos eran lentos y que habían tenido lugar a lo largo de la historia de la Tierra, y que continuaban de la misma manera en la actualidad. Esa teoría se conoce como el uniformismo, una doctrina geológica que establece que los procesos ocurren a las mismas tasas en el presente que en el pasado y que explica todas las características geológicas de la Tierra. Las obras de Lyell fueron muy populares y ampliamente leídas, y el concepto de uniformismo se consolidó en la sociedad geológica,por oposición al catastrofismo según el cual las características terrestres se formaron y evolucionaron gracias a una serie de eventos catastróficos. Aunque las observaciones contradecían esta idea, los creacionistas todavía se niegan a refutar los escritos bíblicos.
Desde principios del siglo XIX y hasta bien mediado el siglo, coincidiendo en el tiempo con el momento en que se completaban las columnas estratigráficas, el imperialismo de varios países llevó a explorar tierras lejanas para expandir sus territorios. Eso dio a los naturalistas la oportunidad de recopilar datos en esos viajes. En 1831, el capitán Robert FitzRoy, a cargo de la expedición de reconocimiento costero del HMS Beagle, buscaba a un naturalista adecuado para examinar la tierra y brindarle asesoramiento geológico. El puesto le correspondió a Charles Darwin, quien acababa de completar su licenciatura y había acompañado a Sedgwick en una expedición de cartografía de dos semanas en Gales después de tomar su curso de primavera de geología. Fitzroy dio a leer a Darwin los Principios de geología de Lyell, y Darwin se convirtió en su primer adepto, ideando teorías sobre los principios uniformistas acerca de los procesos geológicos que vio, y desafiando algunas de las ideas de Lyell. Especuló sobre la expansión de la Tierra para explicar el levantamiento, luego, sobre la base de la idea de que las áreas oceánicas se hundían a medida que se elevaba la tierra, hipotetizó que los atolones de coral crecían desde los arrecifes de coral que rodeaban las islas volcánicas. Esa idea se confirmó cuando el Beagle examinó las islas Cocos (Keeling), y en 1842 publicó su teoría sobre The Structure and Distribution of Coral Reefs [La estructura y distribución de los arrecifes de coral]. La observación de fósiles en la cima de los Andes y en su base llevó a este autor a cuestionar la secuencia de eventos que podrían haber conducido a esa distribución dispar y su descubrimiento de fósiles gigantes ayudó a establecer su reputación como geólogo. Su teorización acerca de las causas sobre su extinción lo llevaron a desarrollar su teoría de la evolución por la selección natural, publicada en su obra monumental y crucial para las ideas filosóficas On the Origin of Species [El origen de las especies] en 1859 —y, más tarde, en 1871, en su trabajo no menos importante sobre los antepasados de la humanidad The Descent of Man, and Selection in Relation to Sex (El origen del hombre y la selección en relación con el sexo).—.

#### La edad de la Tierra
A lo largo del siglo XIX, la investigación científica había considerado seriamente la espinosa cuestión de la edad de la Tierra. Las estimaciones variaban entre apenas cien mil años —Buffon afirmaba en 1778 que la Tierra era un fragmento del Sol que se había enfriado, estimando su edad en 74 000 años— y varios millones de años (Lyell en 1830). Sin embargo, la comunidad geológica pudo acordar que la Tierra debía tener al menos varios cientos de millones de años. En ese momento, los físicos difícilmente aceptaron esta última estimación. En 1862, uno de los más destacados, William Thomson, primer barón Kelvin, publicó unos cálculos que fijaban la edad de la Tierra en unos 50 millones de años, entre 20 y 400 millones de años. Lord Kelvin supuso que la Tierra se había formado como un objeto completamente fundido y utilizando las leyes de la termodinámica, determinó la cantidad de tiempo necesario para que la superficie cercana se enfriase gradualmente hasta su temperatura actual. Ese resultado suponía, sin embargo, que la transferencia de calor era por conducción simple e ignoraba los fenómenos de convección, lo que subestimaba la edad real de la Tierra, un error señalado en 1894 por el ingeniero y matemático irlandés John Perry (1850-1920). La explicación de Perry solo fue aceptada en la segunda mitad del siglo XX, siendo el error de Kelvin atribuido inicialmente a la ignorancia de la radiactividad en la Tierra, que fue descubierta en 1896 por Henri Becquerel y Pierre y Marie Curie. Esa misma radioactividad ha permitido después la datación de las rocas en términos absolutos.

### SigloXX

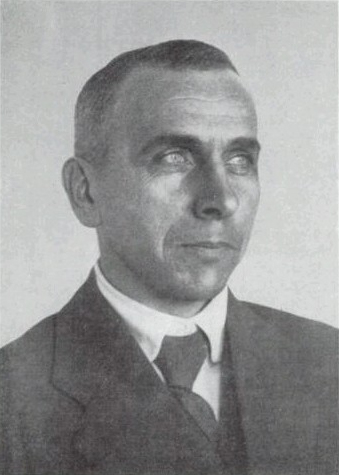
Alfred Wegener, hacia 1925

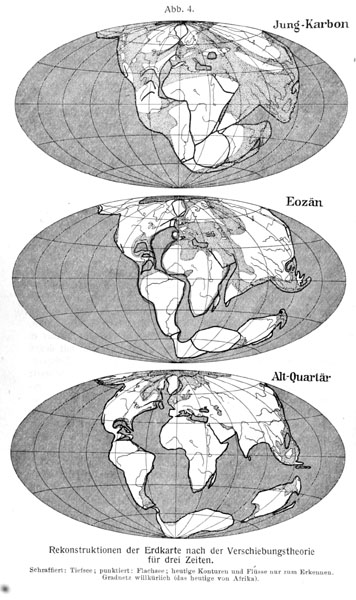
Un mapa de Die Entstehung der Kontinente und Ozeane (El movimiento de los Continents and the Oceans) (1929)

Con el descubrimiento de la desintegración radioactiva, la edad de la Tierra se retrasó aún más. A principios del siglo XX se descubrieron los isótopos radioactivos y se desarrolló la datación radiométrica. En 1911, Arthur Holmes (1890-1965), un geólogo británico pionero de la geocronología que formaba parte del personal del Imperial College, fechó una muestra de Ceilán en 1600 millones de años usando isótopos de plomo. En 1921, los asistentes a la reunión anual de la British Association for the Advancement of Science llegaron a un consenso aproximado de que la edad de la Tierra era de pocos miles de millones de años, y que esa datación radiométrica era creíble.
Holmes publicó en 1913 su famoso libro The Age of the Earth, an Introduction to Geological Ideas [La edad de la tierra, una introducción a las ideas geológicas] en el que argumentaba enérgicamente a favor del uso de los métodos de datación radiactivos en lugar de apoyarse en los métodos basados en la sedimentación geológica o en el enfriamiento de la tierra (mucha gente todavía se aferraba a los cálculos de lord Kelvin de menos de 100 millones de años). Holmes que ya había estimado que las rocas arqueanas más antiguas tenían 1600 millones de años, no había hasta entonces especulado más acerca de la edad de la Tierra. Para entonces, el descubrimiento de los isótopos había complicado los cálculos y pasó los siguientes años lidiando con ellos. Su promoción de la teoría en las siguientes décadas le valió el apodo de «Father of Modern Geochronology».[cita requerida] En 1927 ya había revisado esa cifra elevándola a 3000 millones de años y en la década de 1940 hasta los 4500 ± 100 millones de años, basándose en mediciones de la abundancia relativa de los isótopos de uranio establecida por Alfred O. C. Nier. El método general se conoce ahora como el modelo Holmes-Houterman, después de que Fritz Houtermans lo publicara en ese mismo año de 1946. La edad establecida de la Tierra se ha refinado desde entonces pero no ha cambiado significativamente y las teorías que no cumpliesen con esa evidencia científica ya no podían aceptarse.

#### Deriva continental
El cartógrafo flamenco Abraham Ortelius había notado ya en 1596 que las formas de los continentes a lo largo de las costas opuestas del océano Atlántico (en particular, de África y América del Sur) parecían articularse, y sugirió que América habría sido «arrancada» de Europa y África (por seísmos e inundaciones). Francis Bacon en 1620, François Placet en 1658, Theodor Christoph Lilienthal en 1756, Alexander von Humboldt en 1801 y 1845 y Antonio Snider-Pellegrini en 1858 también hicieron comentarios similares.
El geólogo y mineralogista estadounidense James Dwight Dana influyó al señalar que los límites de los continentes y océanos habían cambiado desde los tiempos antiguos según sus observaciones de los lechos del Silúrico, idea también suscrita por Lyell: «Los continentes (...) aunque permanentes durante épocas geológicas enteras, cambian sus posiciones por completo en el curso de las edades». La idea de que América, Europa y Asia habían estado unidas alguna vez fue propuesta por varios estudiosos, entre ellos Franklin Coxworthy (entre 1848 y 1890), Roberto Mantovani (en 1889 y 1909), William Henry Pickering (en 1907) y Frank Bursley Taylor (en 1908). Eduard Suess también propuso en 1885 y 1893, la existencia pasada del supercontinente de Gondwana y del océano de Tetis. Montovani, en particular, subrayó la similitud de las formaciones geológicas de los continentes meridionales, pero explicaba la fracturación del supercontinente por la actividad volcánica y la posterior lejanía de los continentes por una supuesta dilatación térmica de la Tierra. Taylor imaginaba que los continentes se habrían movido por un proceso de «deslizamiento continental» debido a las fuerzas de las mareas durante la supuesta captura de la Luna durante el Cretácico. Aunque el mecanismo que propuso era infundado, fue el primero en darse cuenta de que uno de los efectos de los desplazamientos continentales era la formación de montañas, y atribuyó con razón la formación del Himalaya a la colisión entre el subcontinente indio y Asia (durante un tiempo la deriva de los continentes se conocerá como la «hipótesis de Taylor-Wegener»).
En 1912, el meteorólogo alemán Alfred Wegener (1880-1930) propuso la teoría de la deriva continental. Esta teoría sugería que las formas de los continentes y la coincidencia de la geología costera entre algunos continentes indicarían que habrían estado unidos en el pasado y formado una sola masa de tierra conocida como Pangea; luego se separarían y se desplazarían como balsas sobre el fondo del océano, alcanzando su posición actual. Además, la teoría de la deriva continental ofrecía una posible explicación en cuanto a la formación de las montañas. Desafortunadamente, la teoría de Wegener tenía dos puntos débiles: era imposible, con los métodos geodésicos de la época, constatar la deriva de dos continentes uno en relación con el otro; y nadie podía explicar las fuerzas capaces de mover continentes a través del medio resistente subyacente. Sus ideas fueron rechazada de inmediato por la mayoría de los geólogos (fueron excepciones notables de ello DuToit, en Sudáfrica, y Holmes en Escocia) y por la totalidad de los geofísicos.
Holmes aceptó la teoría de Wegener y proporcionó un mecanismo para hacer que los continentes se movieran: la convección del manto. Sin embargo, hasta después de la Segunda Guerra Mundial no comenzaron a acumularse nuevas evidencias que apoyasen la deriva continental. Siguió un período de unos 20 años extremadamente emocionantes en los que la teoría de la deriva continental pasó de ser creída por unos pocos a ser la piedra angular de la geología moderna. A partir de 1947, la investigación encontró nuevas evidencias sobre el fondo oceánico, y en 1960 Bruce C. Heezen (1924-1977), geólogo estadounidense, publicó el concepto de dorsal mediooceánica. Poco después, los también geólogos estadounidenses Robert S. Dietz (1914-1995) y Harry H. Hess (1906-1969) propusieron que la corteza oceánica se formaba cuando el fondo marino se extendía a lo largo de las dorsales mediooceánicas en la expansión del fondo oceánico. Esto se vio como una confirmación de la convección del manto y, por lo tanto, se eliminaba el obstáculo principal de la teoría.
Ese nuevo avance, calificado de «revolucionario» por algunos geólogos, tuvo lugar en la geología en la década de los años 1960 y fue el desarrollo y aceptación por parte de la comunidad científica de la tectónica de placas. Consistió en una revitalización de la teoría de la deriva continental, propuesta en 1912 por Wegener. Los elementos que finalmente sugirieron, al estadounidense William Jason Morgan (n. 1935) y al francés Xavier Le Pichon (n. 1937), la noción de placas rígidas transportadas por movimientos de convección en las grandes profundidades de la Tierra —la gran reserva de calor— de la misma forma en que se transladan las personas y los objetos en las cintas rodantes fueron:
- las mediciones paleomagnéticas,
- la cartografía del fondo oceánico con fines comerciales y militares,
- el reconocimiento de las dorsales medio-oceánicas y la expansión de los fondos oceánicos,
- la cartografía de epicentros sísmicos a escala mundial.

Las evidencias geofísicas sugerían un movimiento lateral de los continentes y que la corteza oceánica era más joven que la continental. Esas evidencias también estimularon la hipótesis del paleomagnetismo, el registro de la orientación del campo magnético de la Tierra que queda registrado en los minerales magnéticos. El geofísico británico S. K. Runcorn sugirió ese concepto de paleomagnetismo a partir de su descubrimiento de que los continentes se habían movido en relación con los polos magnéticos de la Tierra. John Tuzo Wilson (1908-1993), geólogo y geofísico canadiense que había sido un promotor de la hipótesis de propagación del fondo oceánico y de la deriva continental desde el principio, agregó el concepto de fallas de transformación al modelo, completando las clases de tipos de fallas necesarias para hacer que la movilidad de las placas en el mundo funcionara. En 1965 se celebró en la Royal Society de Londres un simposio sobre la deriva continental, que debe considerarse como el inicio oficial de la aceptación de la tectónica de placas por parte de la comunidad científica. Los resúmenes del simposio se publican como Blacket, Bullard, Runcorn; 1965. En ese simposio, el geofísico inglés Edward Bullard (1907-1980) y sus compañeros de trabajo mostraron con un cálculo computarizado cómo los continentes a lo largo de ambos lados del Atlántico encajarían mejor para cerrar el océano, lo que se conoció como el famoso «ajuste de Bullard» (Bullard's Fit). A finales de la década de 1960, el peso de la evidencia disponible veía la deriva continental como la teoría generalmente aceptada.
La teoría de la tectónica de placas tiene la ventaja de reagrupar a geólogos, geofísicos y geodesistas en la misma empresa cuyo objetivo es conocer cada vez mejor nuestro planeta. Los geólogos contribuyen con sus observaciones en el campo, los sismólogos con el estudio que hacen de los mecanismos que producen los terremotos, los geodésicos con la determinación cada vez más precisa de las ondulaciones del geoide y las anomalías gravimétricas que se les atribuyen. y los geodinámicos mediante modelos matemáticos de las corrientes de convección dentro de la Tierra. Aunque no se debe olvidar que todavía es una teoría que tiene muchas deficiencias y debilidades, incluso a pesar de que sus puntos esenciales parecen definitivamente adquiridos. Por otro lado, a pesar del entusiasmo de los jóvenes geólogos por esta teoría, muchos todavía tendrán que practicar, aunque solo sea para ganarse la vida en un servicio geológico o en una compañía de prospección, la «geología de papá», es decir, tomar muestras de roca del campo, saber cómo dibujar e interpretar mapas geológicos a escala local o regional y posiblemente poder usar los instrumentos de medición que los geofísicos ponen a su disposición.

## Geología moderna
Al aplicar los principios estratigráficos de sonido a la distribución de los cráteres en la Luna, se puede argumentar que casi de la noche a la mañana, Gene Shoemaker llevó el estudio de la Luna lejos de los astrónomos lunares y se lo dio a los geólogos lunares.
En los últimos años, la geología ha continuado su tradición como el estudio del carácter y origen de la Tierra, sus características superficiales y su estructura interna. Lo que cambió a finales del siglo XX fue la perspectiva del estudio geológico. Ahora se estudía la geología utilizando un enfoque más integrador, considerando a la Tierra en un contexto más amplio que abarca la atmósfera, la biosfera y la hidrosfera. Los satélites ubicados en el espacio que toman fotografías de gran alcance de la Tierra brindan esa perspectiva. En 1972, el programa Landsat, una serie de misiones satelitales administradas conjuntamente por la NASA y el Servicio Geológico de Estados Unidos, comenzó a suministrar imágenes satelitales que podían analizarse geológicamente. Esas imágenes se podían usar para mapear las principales unidades geológicas, reconocer y correlacionar tipos de rocas en vastas regiones y rastrear los movimientos de la tectónica de placas. Algunas aplicaciones de estos datos son la capacidad de producir mapas geológicamente detallados, localizar fuentes de energía natural y predecir posibles desastres naturales causados por los cambios de las placas.

## Lectura adicional
- Bowler, Peter J. (2000). The earth encompassed : a history of the environmental sciences (1st Amer. edición). New York: Norton. ISBN 978-0-393-32080-0.
- Burek, C.V.; Higgs, B., eds. (2007). The Role of Women in the History of Geology: Special Publication no 281. London, England: Geological Society of London. ISBN 978-1862392274.
- Frank, Adams Dawson (1938). The Birth and Development of the Geological Sciences. Baltimore: The Williams & Wilkins Company.
- Jardine, N.; Secord, J. A.; Spary, E. C., eds. (1996). Cultures of natural history (Reprinted edición). Cambridge, England: Cambridge University Press. ISBN 978-0-521-55894-5.
- Kooijmans, Luuc (2004). De doodskunstenaar — de anatomische lessen van Frederik Ruysch (en dutch). Ámsterdam: Bert Bakker. ISBN 978-90-351-2673-2. Consultado el 10 de enero de 2012.
- Leddra, Michael (2010). Time matters : geology's legacy to scientific thought. Chichester: Wiley. ISBN 978-1-4051-9908-7.
- Woods, Thomas E. (2005). How the Catholic Church built Western civilization. Washington, D.C.: Regnery Publ. ISBN 0-89526-038-7.
- Wyse Jackson, Patrick N., ed. (2007). Four centuries of geological travel : the search for knowledge on foot, bicycle, sledge and camel. London: The Geological Society. ISBN 978-1-86239-234-2.
- O'Hara, Kieran D. (2018). A Brief History of Geology. Cambridge, England: Cambridge University Press.